# Asociación Japonesa de Sumo
La Asociación Japonesa de Sumo (Japonés: 日本相撲協会, Hepburn: Nihon Sumō Kyōkai), oficialmente la Fundación Incorporada de Interés Público Asociación Japonesa de Sumo (公益財団法人日本相撲協会, Kōeki zaidanhōjin Nihon Sumō Kyōkai); a menudo abreviado como JSA o NSK, y comúnmente llamado el Sumō Kyōkai, es el órgano rector que opera y controla el sumo profesional, denominado ōzumō (大相撲), en Japón bajo la jurisdicción del Ministerio de Educación, Cultura, Deporte, Ciencia y Tecnología (MEXT).
Concretamente, la asociación se encarga de mantener y desarrollar las tradiciones relacionadas al sumo mediante la organización de torneos y giras así como otros eventos afines. Entre los propósitos de la asociación también esta el desarrollar los medios dedicados a preservar el sumo en Japón, así como también mantener, administrar y operar las instalaciones necesarias para estas actividades. Así pues, la JSA opera varias subsidiarias como la Compañía de Servicio Kokugikan la cual organiza los aspectos económicos, la Escuela de Sumo enfocada en entrenar e instruir a los nuevos reclutas o el Museo del Sumo encargado de preservar los registros de los torneos así como otros artefactos.
Aunque los profesionales relacionados al sumo, como por ejemplo, los luchadores activos, árbitros, peluqueros y asistentes, están todos dentro de la nómina de trabadores de la asociación, las posiciones de liderazgo dentro de la misma están reservadas exclusivamente para los luchadores retirados. La organización tiene su sede principal en la arena Ryōgoku Kokugikan, ubicada en el barrio de Sumida de la ciudad de Tokio.
La cultura de la asociación está basada en el respeto de la ley y la continuidad de las tradiciones del sumo, estas últimas arraigadas profundamente en la historia de Japón y el sintoísmo. La institución tiene una reputación de secretismo. En respuesta a una cierta cantidad de escándalos en años recientes, la asociación ha venido implementando numerosas reformas para mejorar las condiciones del deporte.

## Historia

### Comienzos
La asociación tiene sus orígenes en un ritual (o festival) sintoísta el cual ha sido celebrado desde tiempos muy antiguos para procurar que hubiese grandes cantidades de cosecha en los campos. Esta primera forma de sumo fue denominado shinji-zumō (神事相撲). Durante el período Sengoku, Oda Nobunaga convirtió el sumo en un deporte popular, ayudado con el crecimiento de las grandes ciudades (como Edo, Osaka, Sendai y Nagoya), las cuales muy pronto empezaron a disputarle el monopolio cultural a la ciudad de Kioto, la única metrópolis de Japón en aquellos tiempos. Estos nuevos centros culturales vieron el surgimiento de grupos de lucha compuestos tanto de gente común como por las clases guerreras, los cuales participaban activamente en las festividades de los santuarios. Durante el período Edo, los combates de sumo, denominados kanjin-sumo (勧進相撲), a menudo eran organizados para recolectar fondos que luego se utilizaban para desarrollar las provincias (como construcciones o reparaciones de puentes, templos, santuarios y otras edificaciones públicas) o para propósitos de entretenimiento.

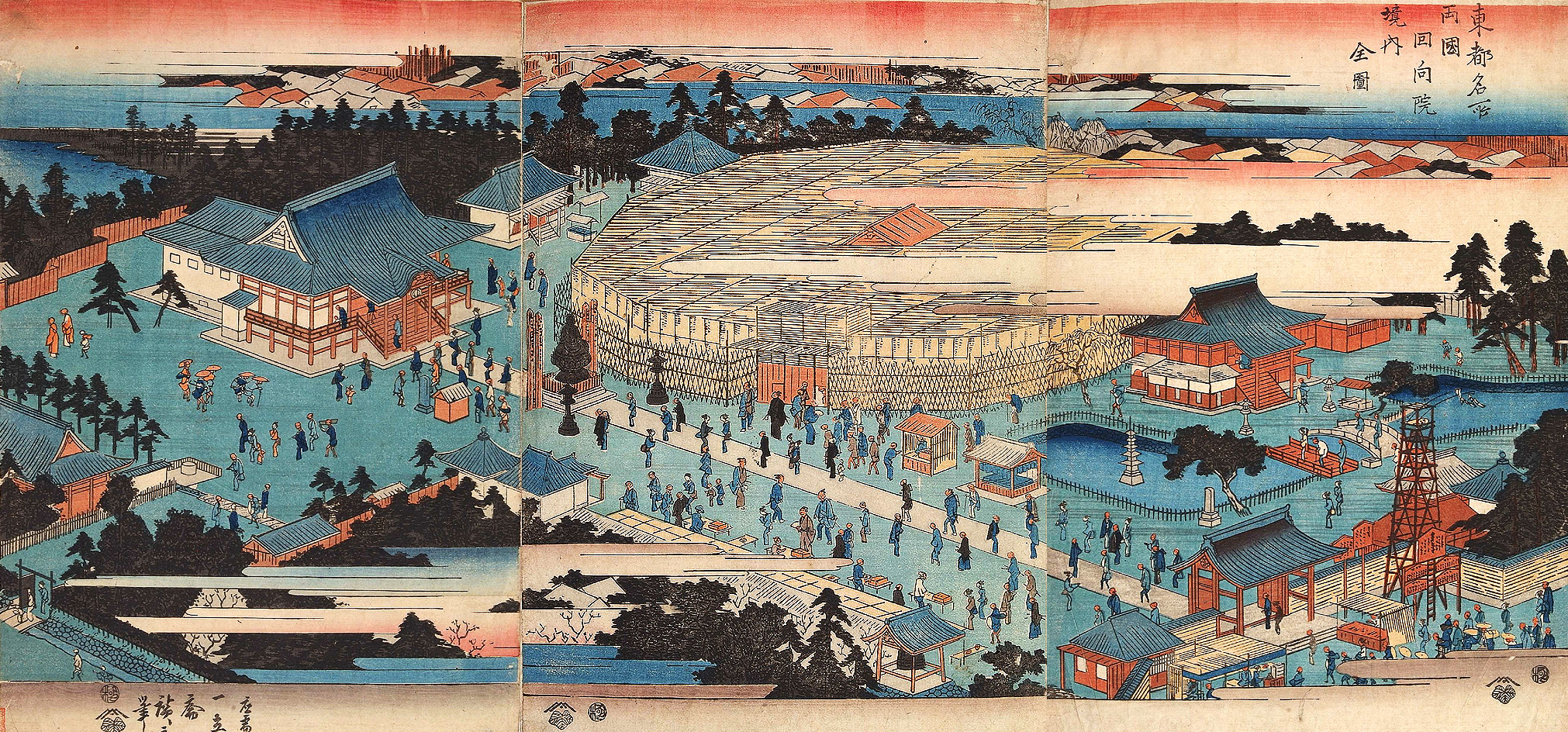
Los recintos del templo Ekō-in de Edo durante un torneo kanjin-sumo (1842)

Después del período Sengoku, específicamente durante la era de paz establecida por el Shogunato Tokugawa, Japón experimentó un período de indigencia sin precedentes en varios grupos de samurai los cuales habían perdido su estatus social (pasándose a llamar rōnin). Estos samurai sin señor, empezaron a organizarse en dos extremos los cuales coexistieron en conjunto. Por un lado, ciertos clanes poderosos formaron grupos de luchadores organizados en casas reales llamadas geisha-gumi (芸者組, literalmente "compañía de geisha"), y los elevaron al estatus de vasallos. Por el otro lado, una cierta cantidad de rōnin no tenían mas opción que utilizar sus habilidades marciales para participar en torneos de sumo callejeros, denominados tsuji zumō (辻相撲, tsuji-sumo, literalmente "luchas de esquina de calle"), para el entretenimiento de los peatones. De manera similar, varios grupos de sumo callejeros se formaron y empezaron a hacer giras por todo Japón, a veces con la ayuda de templos que ocasionalmente los reclutaban para formar parte de las festividades religiosas y también para que los sacerdotes pudiesen recaudar fondos para la construcción de nuevos templos. Eventualmente, este intercambios entre los rōnin deshonrados, los luchadores profesionales, y los plebeyos que formaban parte de los enfrentamientos en los torneos, generó varios conflictos relacionados a apuestas de dinero. Como resultado hubo muchas peleas e incluso hasta muertos por esto. El orden público se alteró tanto que en 1648, las autoridades de Edo emitieron un edicto que prohibió los combates de sumo callejeros y aquellos eventos que se organizasen con el objetivo de levantar fondos durante las festividades. En las siguientes dos décadas, los luchadores, ahora sin ningún tipo de ingresos, decidieron pedirle a las autoridades que levantaran la prohibición, formando asociaciones informales parecidas a coaliciones de intereses para protegerse entre ellos mismos de cualquier represión violenta hacia su movimiento. En 1648, estos movimientos dieron frutos, y un rōnin de nombre Ikazuchi Gondaiyū (雷 権太夫) obtuvo el permiso para realizar un torneo después de haber propuesto una nueva etiqueta asociada a la organización de los mismos. La organización de los torneos empezó a depender más de grupos que seguían los nuevos estándares para satisfacer a las autoridades de los pueblos donde los realizaban. Estas asociaciones empezaron a depender gradualmente de la influencia de luchadores retirados los cuales también empezaron a organizar torneos.
En aquel momento, la Asociación de Sumo de Edo (aunque compuesta de ancianos como hoy en día) estuvo organizada de tal manera que siempre era dominada por un dúo de ejecutivos, el fudegashira (筆頭), o director, y el fudewake (筆別), su mano derecha. La composición del banzuke y su jerarquía recaía principalmente sobre ellos, y los conflictos de intereses se volvieron cada vez más comunes. En adición, las ganancias obtenidas en los torneos eran primero dividas entre ellos dos antes de otorgarles una porción a los demás ancianos de la asociación, los cuales a su vez distribuían el dinero entre sus discípulos. Debido al filtrado de los administradores de alto rango, muy poco dinero era repartido en los rangos más bajos de la jerarquía, y este sistema solo era tolerado debido al patronaje de los señores locales los cuales sumaban ganancias extras a los salarios de los luchadores de alto rango.

### Los cimientos de la asociación actual
Los luchadores que formaban parte de estos torneos autorizados sin el patronaje de los señores locales no poseían aún el estatus de samurai o un salario, por lo que sus ingresos dependían en gran parte de las donaciones que recibían de los organizadores o de sus admiradores. Los organizadores también se encargaban de que estos tuviesen comida y alojamiento mientras durase el torneo. En aquellos días, el sistema de promoción era decidido por los organizadores de los torneos; distribuyendo las ganancias entre los ancianos los cuales a su vez lo distribuían entre sus luchadores, además, los luchadores bajo la protección de un señor local recibían bonos adicionales, proporcionándoles estabilidad económica, mientras que los demás permanecían en una situación bastante precaria. En 1757, durante la era Hōreki, los comienzos de la actual Asociación Japonesa de Sumo se establecieron con la fundación del Edo Sumō kaisho (江戸相撲会所, literalmente "Club de Sumo de Edo"), el cual luego fue renombrado como el Tokyo-zumō kaisho. En 1869, se fundó la Ōsaka Sumō Kyōkai (大坂相撲協会, Asociación de Sumo de Osaka). Cada asociación tuvo sus propios cambios e historia. Por ejemplo, desde 1888 hasta 1895 el Kōkaku-gumi (廣角組), liderado por los luchadores Ōnaruto y Shingari, se separó de la asociación de Osaka. En 1897, estos movimientos conllevaron a ciertas reformas en la Asociación de Sumo de Osaka, la cual luego se convirtió en la Ōsaka Sumō Kyōkai (大阪角力協会, Asociación de Lucha de Osaka).

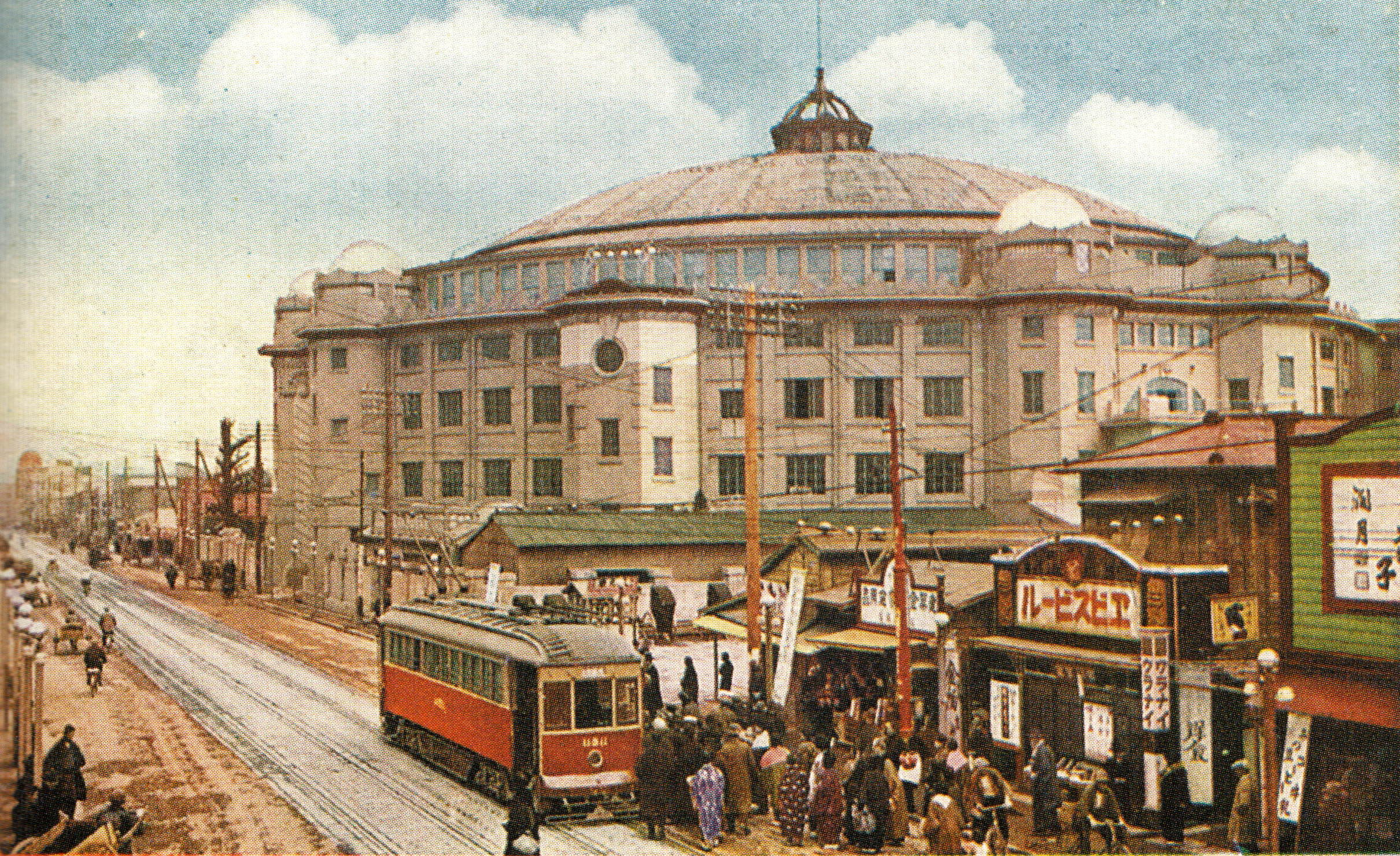
El primer Ryōgoku Kokugikan en 1920

A partir de 1789, la Asociación de Sumo de Edo empezó a incorporar practicas religiosas en el deporte bajo la dirección de la Casa de Yoshida Tsukasa, estableciendo luego el estatus de yokozuna en Edo. En los años 1870, la primera revuelta de luchadores fue organizada por Takasago Uragorō la cual demandaba un mejor tratamiento para los luchadores (sin éxito alguno), separándose de la asociación de Tokio durante un tiempo para luego reincorporarse nuevamente. La Restauración Meiji fue un período de semi censura del sumo ya que, tras la occidentalización de Japón, la percepción del deporte cambió, empezando a ser visto como una practica indigna y de poco valor en la nueva era, principalmente debido a que los combates eran vistos como algo barbárico y la semi desnudez de los luchadores como algo impactante. Con la desaparición de la protección del gobierno, la asociación se vio en la dificultad de mantener luchadores activos entre sus filas. Al mismo tiempo, en 1871, varios círculos políticos se organizaron con el objetivo de preservar algunas de las tradiciones autóctonas de Japón, como por ejemplo, el privilegio de los luchadores de utilizar el chonmage (coleta) típico del samurai. La aristocracia introdujo cambios en la manera en la que se celebraban los torneos, reformando el sistema de distribución de las ganancias y creando el estatus de director de la asociación. En un esfuerzo por cambiar su imagen, la Tokyo-zumō kaisho fue renombrada como la Tokyo Ōzumō Kyōkai (東京大相撲協会, Asociación de Gran Sumo de Tokio) en 1889. Las reformas internas llevadas a cabo en aquel momento incluyeron la elección de los directores, la creación de un salario fijo para los luchadores y varios cambios en las decisiones de arbitraje tanto de los gyōji como de los shimpan. Durante el mismo año, la Tokyo Ōzumō empezó a pensar en un proyecto para instalar una arena en el Parque Hibiya y así poder realizar los combates bajo techo, sin embargo, el proyecto fue abandonado debido a la falta de fondos. En 1909, la asociación estableció su primera arena al inaugurar el primer Ryōgoku Kokugikan, esto con el objetivo de no depender de las condiciones climáticas para la realización de los torneos en el templo Ekō-in. No obstante, los movimientos sociales en el sumo no cesaron, y en 1911 una huelga denominada el Incidente del Club Shinbashi [ja] organizada por luchadores de bajo rango, demandó una nueva reforma en los salarios, asegurando luego un bono (compuesto de un pago en efectivo y un depósito en un fondo de pensión) distribuido a todos los luchadores que no fuesen ōzeki o yokozuna. En 1923, otra huelga conocida como el Incidente Mikawajima [ja] la cual fue liderada por el yokozuna Ōnishiki, demandó mejores pensiones para los luchadores sin éxito alguno. En el mismo año, el primer Kokugikan fue gravemente afectado por un incendio tras el Gran Terremoto de Kantō, perdiéndose muchos archivos importantes.
Gradualmente, la Asociación de Sumo de Tokio empezó a dominar la escena del sumo en Japón. En abril de 1925, el Príncipe Regente Hirohito invitó a la Asociación de Sumo de Tokio a que llevase a cabo un torneo en el Palacio Imperial con el objetivo implícito de invitar también a luchadores de la Asociación de Sumo de Osaka. Durante el torneo, la Copa del Emperador (en aquel momento Copa del Príncipe Regente) fue otorgada por primera vez. Bajo el ímpetu de este torneo, se propuso un plan para realización de una competición en conjunto con un solo banzuke para todos los luchadores, cosa que ya se había venido pensando desde principios de 1920 con el objetivo de fusionar las dos organizaciones rivales en el futuro. Para establecer una clasificación acorde con las habilidades de los luchadores, se organizaron torneos de clasificación en noviembre de 1925 y en marzo y octubre de 1926. El torneo de marzo de 1926 fue reconocido oficialmente como el primer honbasho moderno (torneo de campeonato profesional de sumo). Durante el mismo período, el 28 de diciembre de 1925, la Tokyo Ōzumō Kyōkai se convirtió en la Dai-Nihon Sumō Kyōkai (大日本相撲協会, Asociación de Sumo de Todo Japón), una organización reconocida hoy en día como la primera encarnación de la asociación actual.

### Fusión y reconocimiento final
Debido a los torneos de clasificación, la Asociación de Sumo de Osaka perdió a muchos de sus luchadores de alto rango los cuales habían sido degradados dentro de su banzuke, aunque el yokozuna Miyagiyama (el luchador de más alto rango en Osaka) si pudo mantener su posición. Durante los torneos, los luchadores de Osaka se vieron regularmente superados por sus contrapartes de Tokio, tal fue la situación que algunos luchadores del ōzeki y yokozuna de Osaka tuvieron dificultades al enfrentarse al komosubi y sekiwake de Tokio. Luego en 1925, se designó al primer presidente de la Asociación de Sumo de Todo Japón, el Teniente general Hirose Seitoku[ja].
En enero de 1927, la Asociación de Sumo de Osaka se fusionó oficialmente con la Asociación de Sumo de Todo Japón tras un largo declive en su institución. Esto se oculto muy bien durante el primer torneo tras la fusión ya que el ganador del campeonato fue Miyagiyama. La asociación adquirió formalmente el estatus de sin fines de lucro y fue puesta bajo la supervisión del antiguo Ministerio de Educación, Ciencia, Deporte y Cultura debido a que este tipo de organizaciones deben estar registradas en alguna institución del gobierno japonés.
En 1932, estalló la última gran huelga de luchadores con el Incidente Shunjuen la cual demandaba una reforma fundamental dentro de la asociación. Esta tuvo como consecuencia la renuncia masiva de varios luchadores importantes, cuyo talento no había tenido precedentes en la historia del sumo profesional. Desde 1933 hasta 1937, la Asociación de Sumo de Todo Japón experimentó brevemente una secesión con la fundación del Dai-Nihon Kansai Sumō Kyōkai (大日本関西角力協会, Asociación de Sumo de Todo Japón en Kansai) por parte de luchadores del ichimon Dewanoumi. La asociación secesionista eventualmente se disolvió, sin embargo, esta fue la única ocasión en donde la asociación principal estuvo a punto de extinguirse.
En 1944, se eligió al primer presidente de la asociación proveniente del mundo del sumo, el anciano Dewanoumi (exluchador Tsunenohana). Después de la guerra, la asociación siguió siendo modernizada, en particular para mantener el deporte activo durante el contexto del "budo ban" (una prohibición de la práctica de artes marciales) impuesto por las fuerzas aliadas. Gracias a los esfuerzos de Musashigawa (exluchador Dewanohana) y Kasagiyama Katsuichi (un luchador que hablaba un poco de inglés), la asociación tuvo éxito en convencer a los estadounidenses de la buena fe de los torneos, pudiendo organizar el primer honbasho tras la guerra en noviembre de 1945. Dado que los torneos no pudieron llevarse a cabo en la arena de sumo principal, el Kokugikan, debido a que los aliados lo habían requisado y transformado en el "Salón Memorial", la asociación mudó su sede temporalmente al Santuario Meiji en junio de 1947. En 1950, tras el surgimiento de un escándalo que involucraba el retiro de tres yokozuna de la competición (Azumafuji, Terukuni y Haguroyama), la asociación consideró degradar a sus luchadores de más alto rango en el caso de un rendimiento deficiente o la ausencia de alguno de ellos, sin embargo, esta decidió no hacerlo debido a la presión ejercida por las facciones mas tradicionales y puristas. Tras este evento, el Consejo de Deliberación del Yokozuna fue fundando, desvinculando definitivamente a la asociación de la Casa de Yoshida, y declarando que el nombramiento de los yokozuna estaría basado de ahora en adelante en las recomendaciones que hiciese el gabinete de directores y el nuevo comité. En 1954, la asociación mudó su sede principal al Kuramae Kokugikan.

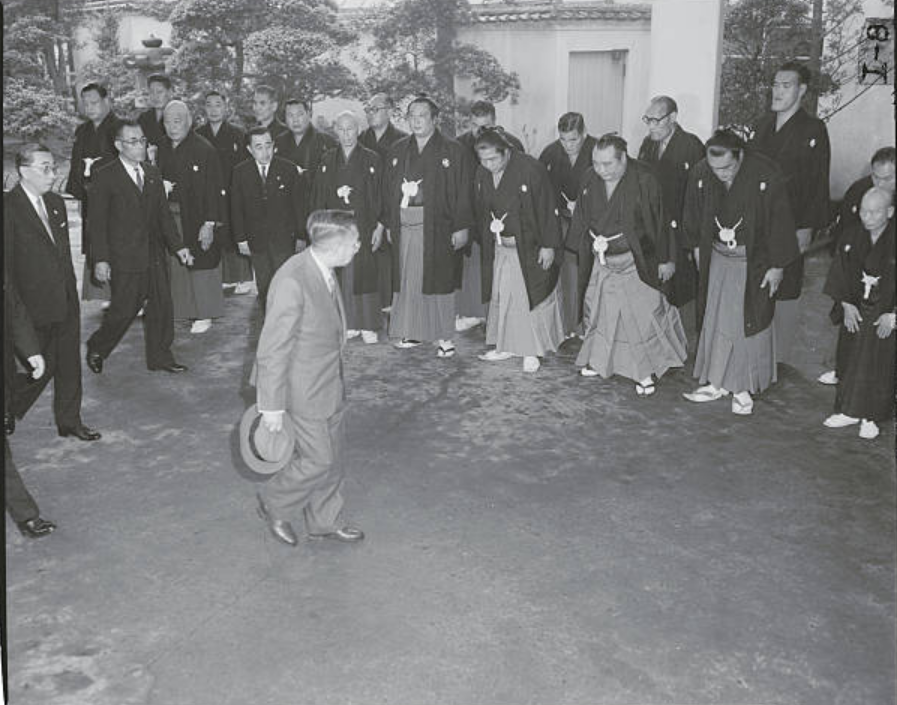
El Emperador Shōwa siendo bienvenido por ejecutivos de la JSA junto a luchadores de alto rango durante su visita al Kuramae Kokugikan (1956)

Las modernizaciones llevadas a cabo tras la guerra también fueron introducidas como respuesta a un escándalo que criticó duramente la administración de los fondos y misiones de la asociación. En 1957, una comisión especial de la Dieta Nacional investigó el uso negligente de los fondos por parte de la asociación debido a la incapacidad del público de poder reservar asientos para los torneos, en oposición a su estatus de organización sin fines de lucro. En aquellos días, el sistema de reservación recaía principalmente en manos de las casas de té privadas, las cuales priorizaban el acceso al torneo solamente a sus patrocinadores. El escándalo estalló cuando se reveló que la esposa y la hija del presidente Dewanoumi administraban dos de las casas de té más grandes. La Dieta también consideró investigar las misiones de la asociación basándose en los testimonios del exluchador Tenryū Saburō (antiguo líder del Incidente Shunjuen) y Akutsugawa Kōichirō[ja] (antiguo director de la asociación bajo el nombre Sadogatake). La asociación fue luego criticada por haber fallado en sus obligaciones como corporación de interés público, especialmente en cuanto al tema de la enseñanza del sumo, favoreciendo la acumulación de ganancias. Para evitar el debate, la asociación fundó la Escuela de Sumo para instruir a los nuevos reclutas en los conceptos básicos del sumo. Dado que Dewanoumi fue personalmente culpado por los problemas en la administración, este intentó suicidarse mediante seppuku. Tras esto, la presidencia de la asociación fue asumida por Tokitsukaze (exluchador Futabayama), el cual empezó a realizar una serie de importantes reformas. Bajo su mandato, el sistema de casas de té fue reestructurado, dejando el 40% de los asientos para las personas que quisiesen hacer una reservación directa, además el sistema fue puesto bajo el manejo de una compañía comercial dependiente de la asociación. En 1958, la asociación fue renombrada por última vez, pasándose a llamar "Asociación Japonesa de Sumo", nombre que mantiene hoy en día.

### Tiempos modernos

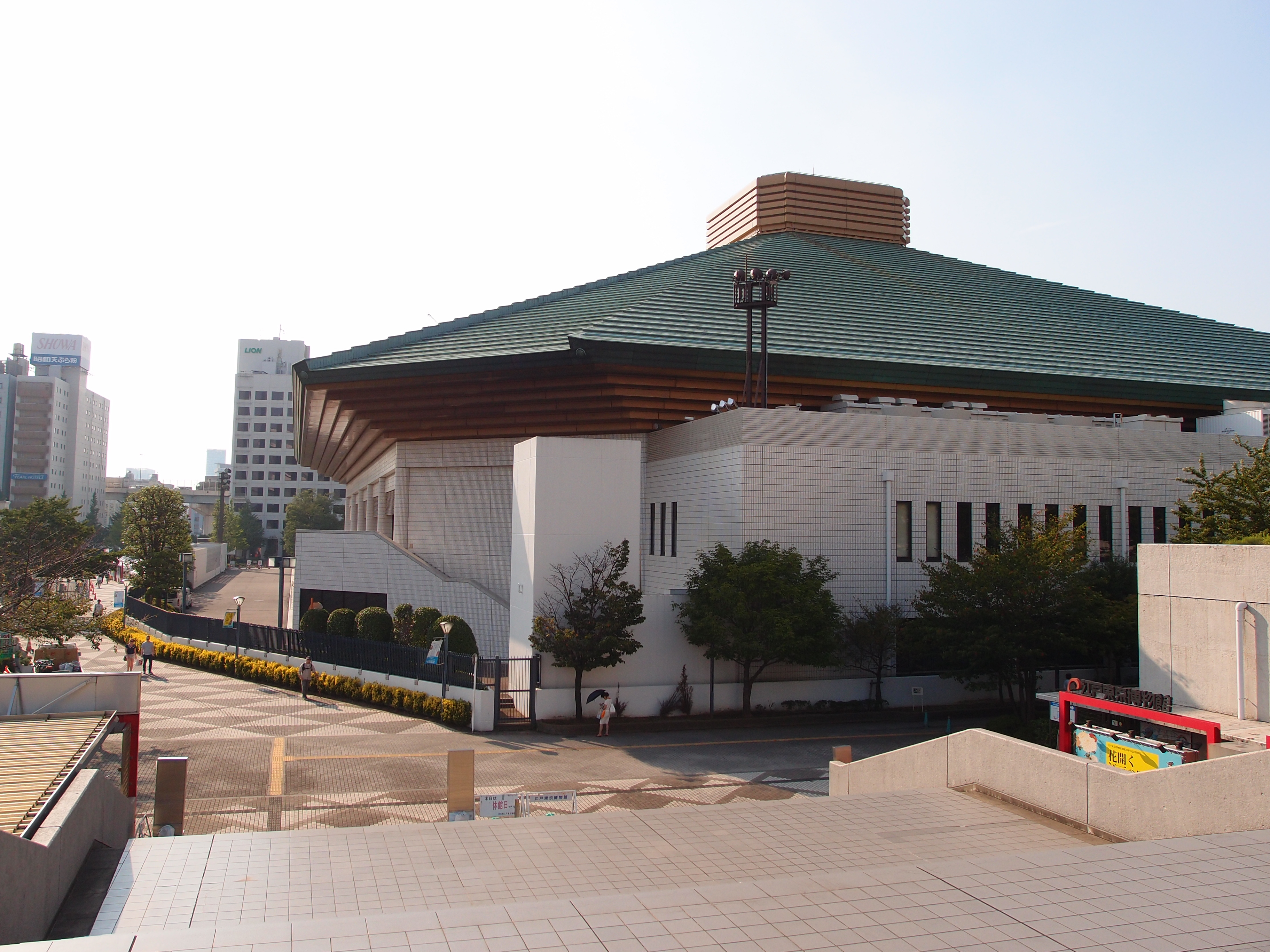
El segundo Ryōgoku Kokugikan en 2013

En marzo de 1968, los estatutos de la asociación fueron enmendados para restringir las membresías del gabinete a los toshiyori, luchadores de alto rango y gyōji. La cantidad de directores también fue limitada, estableciéndolo en un total de diez tras negociaciones entre los cinco ichimon.
En los años 70, la asociación se abrió oficialmente a los luchadores extranjeros; esto supuso una reflexión en la posibilidad de que estos luchadores pudiesen permanecer en la asociación tras su retiro. Mas específicamente, el caso del luchador hawaiano Takamiyama en 1976, provocó una reacción conservadora dentro de la institución, lo cual dejaba en claro que, al ser el sumo el deporte nacional de Japón, era inconcebible que un extranjero pudiese participar como maestro. Esta posición fue duramente criticada por la prensa. Tras esto, la asociación decidió corregir su posición en cuanto al tema, declarando eventualmente que Takamiyama y Kaneshiro (un luchador de sumo de ascendencia coreana) serían elegibles para convertirse en maestros dentro de la asociación tras sus respectivos retiros. Takamiyama fue el primero en retirarse, convirtiéndose en entrenador bajo el nombre Azumazeki, siendo el primer extranjero en lograrlo.
En 1985, la asociación mudó su sede por última vez al recién inaugurado segundo Ryōgoku Kokugikan. Estos habían podido llevar a cabo su construcción tras la compra de un terreno a la Ferroviaria Nacional de Japón.
A comienzos de los años 90, surgió un debate dentro de la asociación en relación a la elegibilidad de los extranjeros para el rango de yokozuna. En 1992, un miembro del Consejo de Deliberación del Yokozuna, Kojima Jo, fue citado en la revista Bungei Shunjū como un opositor al nombramiento de extranjeros, sintiendo que estos no poseían el suficiente hinkaku (品格), o "dignidad", necesario para convertirse en uno de los luchadores de sumo de más alto rango. Sin embargo, otros miembros del consejo y de la asociación, sostuvieron que estos considerarían otorgar la promoción si las condiciones eran alcanzadas, sin importar quien fuese el luchador o de donde proviniese. Otra controversia surgió cuando The Nikkei reportó que Konishiki, en aquel momento el luchador con más posibilidades para ser yokozuna, fue supuestamente discriminado al habérsele negado la promoción al rango. The New York Times subsecuentemente citó una declaración de Konishiki en la cual dijo: "Si yo fuera japonés, ya hubiera sido yokozuna". La asociación demandó una disculpa y Konishiki dio una conferencia de prensa en la cual negó haber hecho esa declaración mientras lloraba. Este insistió en que The Nikkei había malinterpretado sus palabras, y que no había hablado con The New York Times, además afirmó que el aprendiz hawaiano Koryū lo había imitado a través del teléfono. En 1993, Akebono, un estudiante de Azumazeki (ex Takamiyama), se convirtió en el primer luchador extranjero en toda la historia del sumo en alcanzar el rango de yokozuna.

### Escándalos que desencadenaron reformas
Entre 2007 y 2008, dos escándalos golpearon a la asociación (el escándalo de novatadas en el Heya Tokitsukaze y el escándalo de uso de cannabis), conllevando a la eventual renuncia del presidente Kitanoumi en septiembre de 2008 y siendo reemplazado por Musashigawa (ex Mienoumi). En una medida para incrementar la trasparencia, el MEXT (bajo el liderazgo del viceministro Kenshiro Matsunami) demandó la apertura del gabinete de directores de la asociación a auditores externos, introduciendo a individuos que no eran toshiyori en el sistema de toma decisiones por primera vez en 63 años. En aquel momento, los estatutos de la asociación estipulaban claramente que solo los luchadores retirados podrían pertenecer al gabinete de directores, no obstante, el viceministro insistió en que el escándalo era "la mayor desgracia en la historia del sumo". Algunos voceros internos argumentaron que el cambio era necesario, oponiéndose al nombramiento del entonces presidente del Consejo de Deliberación del Yokozuna, Ebiwasa Katsuji [ja]. Los nuevos miembros del gabinete fueron tres auditores: Itō Shigeru (profesor emérito de la Universidad de Tokio), Murayama Hiroyoshi[ja] (abogado y antiguo Fiscal General de la Fiscalía Pública de Tokio) y Jun Yoshino (antiguo Comisionado de la Policía). Aunque la organización interna fue cambiada tras el escándalo, los auditores externos no recibieron derecho a voto en las reuniones del gabinete y además su posiciones fueron temporales.
Durante la década de 2010, la asociación también se vio afectada tras la revelación de numerosos escándalos vinculados a la opacidad de la organización. Entre los más destacables se incluyeron algunos vínculos entre luchadores y el crimen organizado y también tramas de apuestas, estas últimas siendo ilegales en Japón. La naturaleza violenta de los entrenamientos y la permisividad del abuso físico y psicológico dentro de la jerarquía tradicional de los luchadores también fue un tema severamente criticado. Entre 2010 y 2011, la asociación tuvo que lidiar con los vínculos de varios luchadores en todas las divisiones y el crimen organizado. El escándalo vio luz 19 de enero cuando el ōzeki Kotomitsuki fue reportado en un artículo del Shūkan Shinchō en el cual se describió su participación en círculos de apuestas manejados por la yakuza. Aunque al principio la información fue negada, el vínculo entre la yakuza y varios miembros de la asociación fue confirmado en el transcurso del año. El escándalo desencadenó el disgusto del público y posteriormente la asociación fue inundada con quejas y protestas organizadas en frente del Ryōgoku Kokugikan, su sede principal. Con el objetivo de satisfacer las peticiones que clamaban por una investigación y cambios, la asociación disolvió su Comité de Orientación, nombrando un nuevo comité compuesto por ejecutivos jóvenes con edades de 30 a 45 años, liderado por Michinoku (ex Kirishima). El presidente Musashigawa también renunció a su posición en julio, y fue sucedido temporalmente como líder de la asociación por Murayama Hiroyoshi, un abogado el cual ya había sido nombrado como auditor de la asociación en 2008, y el cual ocupó la presidencia de manera interina hasta inicios de agosto. En cierto punto, la revelación de la colusión entres los luchadores y la yakuza tuvo un impacto tan grave que el MEXT amenazó con disolver la asociación como institución pública sin fines de lucro y confiscar las propiedades de la JSA, incluyendo el Ryōgoku Kokugikan. En este contexto, el Secretario General del Gabinete Yukio Edano también declaró que las negociaciones entre la asociación y el ministerio para adquirir el estatus de Fundación Incorporada de Interés Público[ja] corrían el riesgo de fracasar, amenazando a la asociación con pérdidas financieras colosales, especialmente porque otros estatutos de fundación en Japón no ofrecen beneficios fiscales. En aquel momento, la asociación estaba entablando negociaciones con el ministerio para homologar sus estatutos de acuerdo a los requerimientos de una ley de establecimientos públicos ratificada en Japón en 2008, inicialmente con el objetivo de alcanzar este estatus para finales de noviembre de 2013. La crisis, descrita como la más grave en la historia del sumo, fue tal que varios comentarios emergieron señalando que el daño hubiera podido perjudicar la posición del sumo como deporte nacional de Japón.
El presidente Musashigawa se vio en la obligación de renunciar, y Hanaregoma (ex Kaiketsu) fue nombrado como su reemplazo, no obstante, esta presidencia también estuvo manchada por un escándalo, esta vez relacionado a arreglos de combates y el cual estalló en febrero de 2011. Bajo su ímpetu, la asociación inicialmente reaccionó de manera expedita al haber cancelado el Haru Basho en Osaka directamente. Sin embargo, el manejo del escándalo por parte de la asociación fue pronto criticado, particularmente la declaración de Hanaregoma de que nunca ha habido arreglos de combates en el sumo. A pesar del escándalo, Hanaregoma tuvo éxito en concluir las negociaciones para la adquisición del estatus de Fundación Incorporada de Interés Público. Al haber alcanzado la edad de retiro obligatoria a los 65 años, Hanaregoma renunció a su cargo y Kitanoumi fue elegido para un segundo término como presidente de la asociación, convirtiéndose en el primero en regresar a la presidencia en toda la historia de la institución. A pesar de las críticas, el compromiso de Hanaregoma durante la crisis fue respetado, especialmente por haber administrado la asociación con integridad por lo cual recibió el nombre de "Kaiketsu El Limpio" (クリーン魁傑).
En enero de 2014, la asociación cambió oficialmente su estatus legal a la de una Fundación Incorporada de Interés Público, adquiriendo el nombre de Fundación Incorporada de Interés Público Asociación Japonesa de Sumo (公益財団法人日本相撲協会, Kōeki zaidanhōjin Nihon Sumō Kyōkai). El cambio, implementado efectivamente desde marzo para coincidir con la elección del nuevo gabinete de directores, había sido pospuesto durante un año tras complicadas negociaciones con relación al estatus de toshiyori y la composición del gabinete. Para poder homologar los estatutos de la asociación con las estipulaciones de las fundaciones incorporadas, se introdujo el hyōgi-in (評議員, comité consultivo), responsable de monitorear los intereses compartidos tanto por el ministerio como por la asociación. El consejo está compuesto por tres oyakata retirados de igual rango (ancianos sin recontratación san'yo) elegidos dentro de la asociación y cuatro individuos nombrados por el ministerio. Sus rangos son iguales al de un director del gabinete de la asociación. Los ancianos dentro del comité no tienen permitido ejercer concurrentemente sus labores como oyakata dado que la autoridad del comité les permite tener voto en los nombramientos y despidos de los directores. Cada consejero ejerce su cargo durante un período de cuatro años. También se incorporaron prohibiciones en cuanto a la compra de los títulos de toshiyori y la expulsión abierta a cualquier empleado que no se ajustase a las normas de la asociación.
En noviembre de 2015, el presidente de la asociación, Kitanoumi, falleció y un funeral oficial fue llevado a cabo en el Ryōgoku Kokugikan por la JSA el mes de diciembre bajo la presidencia de Hakkaku (ex Hokutoumi), con al rededor de 2.500 espectadores. Durante el mismo mes, el gabinete de la asociación nombró a Hakkaku como presidente de la asociación, posición que ya había estado ejerciendo de manera interina tras la muerte de Kitanoumi. La súbita muerte de Kitanoumi hizo que se realizara una elección en marzo de 2016, la cual fue descrita como "feroz" por la prensa. Tras negociaciones para los cargos de director y presidente, Hakkaku fue finalmente elegido como líder de la asociación, superando a su principal rival, Takanohana.
En noviembre de 2017, el tema de la violencia resurgió dentro de la asociación cuando el periódico deportivo Sports Nippon reveló que el maegashira Takanoiwa fue asaltado físicamente por el yokozuna Harumafuji. El incidente generó un nuevo escándalo y fue registrado intensamente por los medios de comunicación, motivados principalmente por los escándalo previos y el cambio en la naturaleza de la asociación a una fundación incorporada sin fines de lucro. La reacción de la asociación fue duramente criticada, con algunos periódicos condenando el discurso el cual solo excusaba al agresor. En abril de 2018, la conducta de la asociación también fue criticada después de que unas mujeres intentasen proveer de asistencia médica al Alcalde de Maizuru Ryoto Tatami, el cual había colapsado en el ring. Dado que las mujeres son consideradas como impuras y por consiguiente no tienen permitido entrar al ring, un gyōji (árbitro) les ordenó que se retiraran del área sin importarle la ayuda que estas estaban proveyendo. El incidente desencadenó críticas por parte del público y la Ministra a cargo del Empoderamiento de las Mujeres, Seiko Noda, forzando a la asociación a emitir una disculpa pública.

### Década de 2020
La pandemia de COVID-19 en Japón forzó a la asociación a realizar el torneo de Osaka de marzo de 2020 a puertas cerradas. La última vez que esto ocurrió fue durante el torneo de junio de 1945 cuando solamente fueron invitados veteranos de la Guerra del Pacífico. Tras esto, el torneo de mayo de ese mismo año fue cancelado. Como resultado, la asociación tuvo un déficit de ¥6,3 billones de yenes en 2021, el mayor en toda su historia. Las finanzas de la asociación se fueron recuperando para marzo de 2024, generando un ingreso de ¥300 millones de yenes.
También en 2020, la Asociación Japonesa de Sumo, al igual que la Liga Japonesa de Béisbol Profesional y la Asociación Japonesa de Golfistas Profesionales[ja], se retiró de la Asociación Japonesa de Deportes Profesionales[ja]. Esto ocurrió tras un recomendación emitida por la Oficina del Gabinete en la cual le urgió a Asociación Japonesa de Deportes Profesionales llevar a cabo reformas en su organización interna, la cual era inadecuada para supervisar a otras fundaciones incorporadas de interés público.
En 2022, por primera vez en su historia la asociación firmó un acuerdo de cooperación con un gobierno local, el barrio especial de Sumida, para así revitalizar el distrito mediante visitas de luchadores de sumo a escuelas locales, además de promover el deporte y el turismo.
En diciembre de 2023, la Oficina de Inspección de Estándares Laborales[ja] le envió una carta a la asociación demandando que le pagara a su personal por haber trabajo tiempo extra en la institución. Entre junio y octubre de 2023, la asociación también se ha visto sujeta a cinco investigaciones, un número bastante raro para una fundación incorporada de interés público. En adición, la asociación ha sido criticada por problemas administrativos y casos de acoso moral, conllevando a la suspensión de tres ejecutivos administrativos en septiembre, no obstante, la situación parece no haber cambiado según reporta el diario Nikkan Sports.

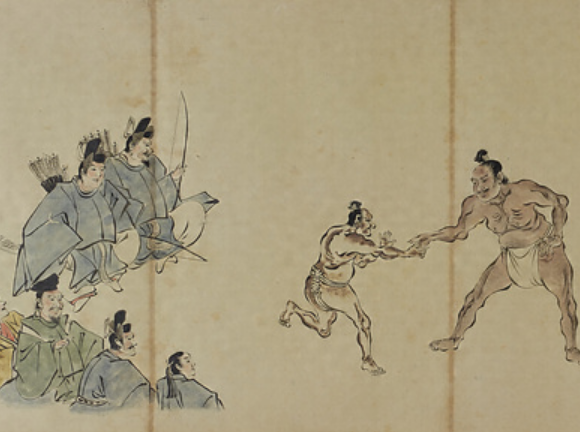
Combate de sumo de entrenamiento practicado por dos samurai durante el período Heian. A la izquierda se pueden observar al tachiawase y al kazusashi.

En julio de 2025, en los preparativos para celebrar su centenario, la Asociación Japonesa de Sumo anunció planes para llevar a cabo un torneo especial de cuatro horas en el Ryōgoku Kokugikan. Denominado oficialmente como "El Torneo Centenario — Sumo Antiguo y Moderno", se planea que este torneo incluya varias ceremonias raramente vistas en el sumo profesional, como por ejemplo el sandangamae realizado por los dos yokozuna activos del momento (Ōnosato y Hōshōryū), por primera vez desde 2017, y el goningakari, un combate de demostración especial. Mas específicamente, se anunció que todo el torneo sería un tributo al sumo profesional practicado durante el período Heian, con combates en donde los luchadores utilizarán vestimentas tradicionales de aquella era. Este evento marcará la primera vez en 30 años que la asociación organiza un torneo para rendir tributo al sumo profesional realizado en la antigüedad.

## Organización
La Asociación Japonesa de Sumo es una Fundación Incorporada de Interés Público desde 2014. Por ende, su funcionamiento es igual al de una organización sin fines de lucro y sus actividades están reguladas a través de un sistema supervisión gubernamental, al mismo tiempo que se mantiene adherida a estrictas condiciones de establecimiento a cambio de un tratamiento preferencial dentro del sistema fiscal japonés. En la práctica, esto significa que la asociación esta exenta de impuestos, con la excepción de aquellos impuestos relacionados al consumo, negocios o propiedad. A pesar de que la asociación es legalmente una fundación, esta ha asumido características similares al de una corporación, sobre todo en sus estatutos. Las operaciones de la asociación están autorizadas y definidas por el órgano administrativo de la Ley de Autorización de Asociaciones Incorporadas de Interés Público y Fundaciones Incorporadas de Interés Público (Acta N° 49 de 2006).
El profesor Mark D. West definió la organización de la asociación como un "complejo" balance entre las normas legales y las normas sociales informales, refiriéndose tanto al respeto de la ley y las normas aprobadas nominalmente por el Ministerio de Educación (órgano encargado de supervisar el sumo), así como también las tradiciones no imponibles por la ley; heredadas dentro de la larga historia del sumo como deporte y la historia de la asociación. La decisión de la asociación de aplicar ciertas normas u optar por otras, está basado principalmente en la eficiencia que estas generan. En adición a este balance, la asociación mantiene una cultura de discreción y secretismo en cuanto a la administración del sumo profesional. De acuerdo con West, las razones para este secretismo son principalmente para controlar el flujo de información, ya sea negativo (escándalo) o positivo (promoción de un luchador popular). Dicho control mantiene la imagen positiva del deporte y la cultura mística construida por el mismo sumo, vinculado a sus raíces religiosas.

### El sistematoshiyori kabu
Las relaciones entre los miembros de la Asociación Japonesa de Sumo están fundamentadas principalmente por las reglas y normas concernientes a la propiedad y transferencia de las "posiciones" o acciones de anciano, cuyos dueños solo pueden ser los ancianos/maestros afiliados a la asociación. Los maestros son los únicos empleados de la asociación que pueden llegar a administrar la institución ocupando los cargos de liderazgo. Cada posición esta asociada con un nombre en particular, y dentro del mundo del sumo, los luchadores retirados son referidos por estos, usualmente agregando el sufijo -oyakata al final del nombre. Los miembros también puede ser denominados "ancianos" en español.
Los luchadores retirados obtienen el derecho de participar en la administración de la asociación mediante la herencia de una posición o acción (llamada kabu), de las cuales solo existen 105 en total. El valor de estas posiciones solía ser extremadamente alto y las reglas dictan que solo los luchadores retirados que hayan alcanzado como mínimo el san'yaku (es decir, el komusubi o un rango mayor) o que hayan estado clasificados como sekitori durante una considerable cantidad de torneos, pueden heredarlas. También es un prerrequisito que el luchador posea la ciudadanía japonesa. Los luchadores retirados pueden adquirir varias posiciones al mismo tiempo para así intercambiarlas o prestarlas, a veces con el objetivo de heredar un nombre que los asocie con un establo o tradición en particular. La asociación delega la selección de las herencias a los antiguos dueños de las posiciones los cuales, por tradición, mantienen la potestad de elegir a su sucesor. Sin embargo, la institución puede intervenir en el proceso, mayormente para asegurar que los requerimientos de elegibilidad hayan sido cumplidos, procurando que solo los mejores luchadores sean los que se conviertan en maestros. La asociación también se encarga de administrar las posiciones de los ancianos fallecidos y de los luchadores que se hayan retirado definitivamente del sumo y que no hayan sido reubicados tras un período de cinco años.
Antes de que la asociación se convirtiese en una Fundación Incorporada de Interés Público, las posiciones de anciano era adquiridas mediante su compra, y existía un mercado altamente especulativo el cual le restringía a los luchadores retirados su permanencia dentro de la asociación, especialmente debido a los precios excesivamente elevados. A finales de los años 90, se estimó que el valor de las posiciones oscilaba entre ¥100 y ¥400 millones de yenes. Tras la introducción de la Asociación Japonesa de Sumo como una Fundación Incorporada de Interés Público, las posiciones técnicamente dejaron de ser comprables, pasando a ser administradas directamente por la asociación. Normalmente, si se ha intercambiado dinero como parte de la herencia de una posición, la propiedad del comprador puede ser invalidada y el vendedor puede ser sometido a medidas disciplinarias, lo cual incluye la expulsión de la asociación. Sin embargo, la monetización de las posiciones parecer seguir siendo tolerada por la asociación.

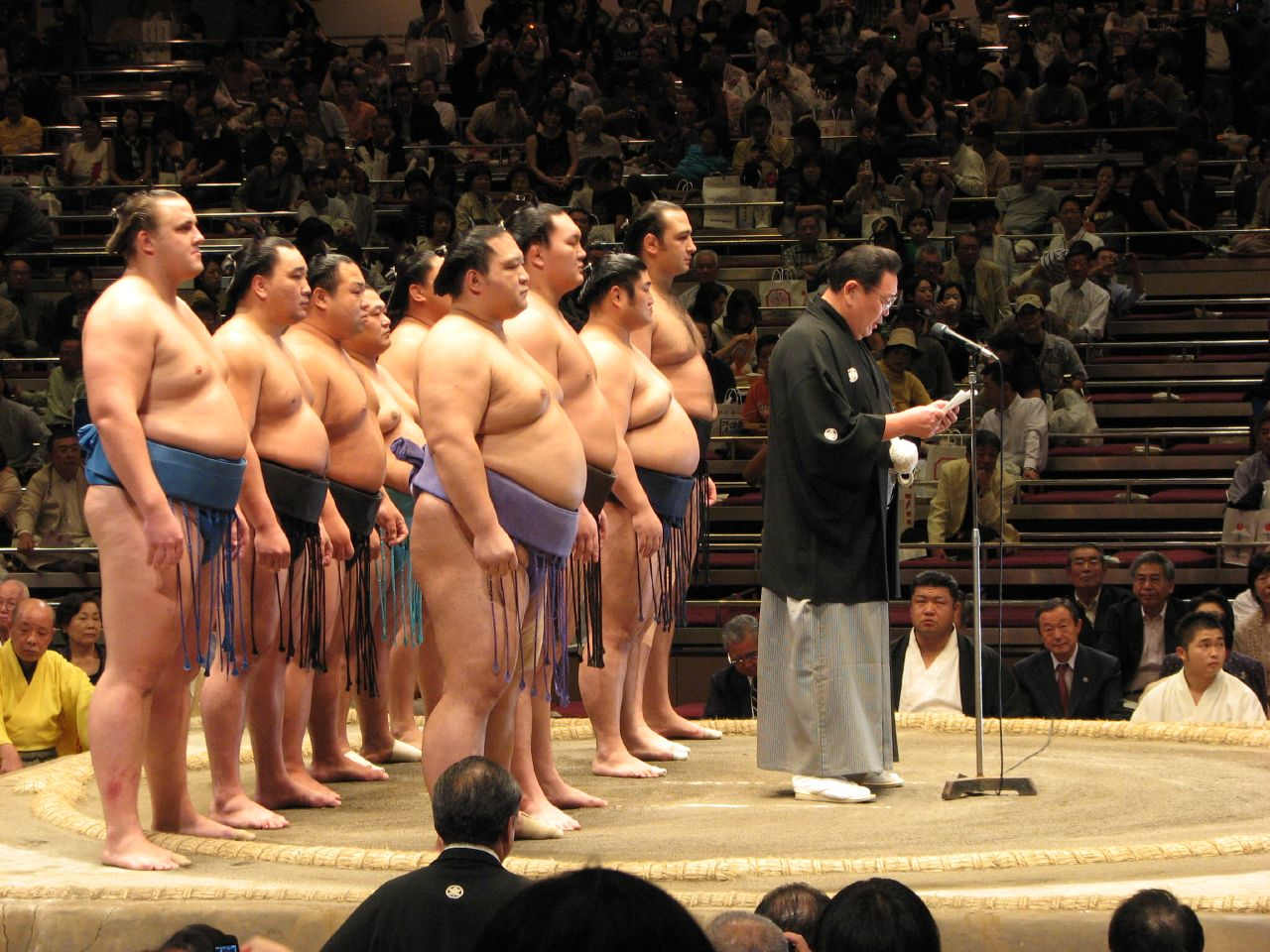
El presidente de la JSA, Musashigawa (ex Mienoumi), se dirige al público durante el comienzo del último día del torneo de septiembre de 2008.

Existe una excepción en cuanto a la adquisición de las posiciones para aquellos rikishi que hayan tenido un éxito considerable durante su carrera, especialmente los yokozuna. Estos últimos se les ofrece poseer una posición de "generación única" o "vitalicia", llamada ichidai toshiyori (一代年寄). Este proceso le permite al luchador quedarse como anciano dentro de la asociación sin necesidad de poseer una posición tradicional, y también pasar al retiro manteniendo su nombre de ring. Esta excepción solo ha sido ofrecida a tres luchadores retirados: Taihō, Kitanoumi y Takanohana. Un cuarto, Chiyonofuji, también se le fue ofrecido este estatus pero este prefirió una posición normal, adquiriendo el nombre Kokonoe. Estos cuatro luchadores alcanzaron más de veinte victorias de campeonato durante sus carreras activas. En octubre de 2021, el yokozuna Hakuhō, poseedor del récord numérico de Copas del Emperador, se le negó el ichidai toshiyori kabu y Masayuki Yamauchi (un miembro del Consejo de Deliberación del Yokozuna) declaró ante la prensa que "tal sistema no existe" bajo los nuevos estatutos de la asociación como Fundación Incorporada de Interés Público, dando a entender que el sistema no se seguiría usando.
Los ancianos de la asociación reciben un salario que depende de su rango dentro de la institución. Se espera que estos cumplan con sus roles de ser maestros de los heya (establos de sumo) y administradores de la asociación. Los ancianos realizan diversas tareas, desde vender entradas y mantener la seguridad dentro de los eventos, hasta hacerse cargo de los departamentos de la asociación como directores.
Estos miembros también son los únicos que reciben la autoridad de entrenar a los nuevos luchadores. Esto es realizado mediante la apertura de nuevos establos o tomando el control de uno ya existente, del cual el maestro asumirá el nombre de su fundador. Por ende, el maestro conocido por el nombre Dewanoumi será el propietario del Heya Dewanoumi, y así sucesivamente con los demás nombres. Algunos entrenadores tienen sus propios establos, mientras que otros solamente están afiliados a uno y asisten al maestro principal. Es común que los miembros de más alto rango dentro de la asociación concentren su tiempo en realizar las labores administrativas de la institución y deleguen su rol entrenador en el establo a otro maestro de su confianza. Si un entrenador de alto rango decide hacer esto, este puede ponerse de acuerdo con su maestro asistente para así cambiar de nombres y mantener el de más prestigio vigente en el establo. Algunos ejemplos incluyen, cuando el presidente de la asociación Dewanoumi (ex yokozuna Sadanoyama) cambió de nombres con Sakaigawa (ex sekiwake Washūyama) el cual eventualmente tomó las riendas del Heya Dewanoumi en 1996, o la transferencia de la posición "Kokonoe" de parte del ex yokozuna Kitanofuji al ex yokozuna Chiyonofuji a cambio del título "Jinmaku", permitiéndole a Chiyonofuji heredar el Heya Kokonoe en 1992.
Todos los miembros de la asociación deben retirarse obligatoriamente una vez hayan alcanzado los sesenta y cinco años de edad (con una posible extensión de cinco años, si esta es aprobada por el gabinete de directores), para luego pasarle su nombre a otro luchador que haya alcanzado los requerimientos de elegibilidad establecidos por la asociación. En el caso de las posiciones vitalicias, los nombres afiliados a estas simplemente dejan de existir.

### Personal adicional
La asociación cuenta con una determinada cantidad de personal adicional, principalmente para llevar a cabo las tareas de asistencia durante los torneos. Por ende, todo el personal auxiliar como los gyōji (árbitros), yobidashi (asistentes de ring) y tokoyama (peluqueros) forman parte de la nómina de empleados de la asociación. A diferencia de los luchadores, todos los miembros encargados de estos roles, a menudo permanecen dentro de la asociación hasta alcanzar la edad de retiro obligatoria. La asociación les provee de entrenamiento especializado, usualmente impartido por los trabajadores de más rango en sus respectivas áreas, y además los clasifica de acuerdo a su jerarquía interna. Antes de que la asociación se convirtiese en una Fundación Incorporada de Interés Público, los dos gyōji de más alto rango (llamados tate-gyōji) también pertenecían al gabinete de la asociación junto a los toshiyori.
En adición, existe un número limitado de cargos para aquellos luchadores retirados que no hayan alcanzando los requerimientos para heredar un kabu, y que de otro modo tendrían que dejar el sumo definitivamente tras su retiro. Estos luchadores retirados se les permite quedarse dentro de la asociación como empleados contratados, manteniendo su shikona como nombre profesional y encargándose de diversas tareas para la institución. Estos están separados en dos grupos:
- Cerca de ocho wakaimonogashira (若者頭), o "líderes de juventud", los cuales fungen como oficiales de la asociación. Estos a menudo trabajan en sus antiguos establos o dentro del mismo ichimon asociado. Los wakaimonogashira tienen la tarea de organizar los combates de maezumō y de supervisar a los luchadores jóvenes clasificados dentro del makushita o más abajo en las divisiones. Estos también aparecen ante el público cerca del dohyō durante la ceremonia de clausura de los honbasho, usualmente para recibir los trofeos que han sido entregados al ganador del torneo para devolverlos a sus sitios.[116]
- Cerca de trece sewanin (世話人), o "cuidadores", encargados de administrar el transporte y almacenamiento de los equipos que la asociación utiliza durante los torneos y giras regionales. En adición, estos también se encargan de otras tareas misceláneas, mayormente tareas físicas, designadas por el maestro del establo al cual pertenecen, o algún otro miembro de la asociación (incluyendo a los wakaimonogashira).[116]

## Misión

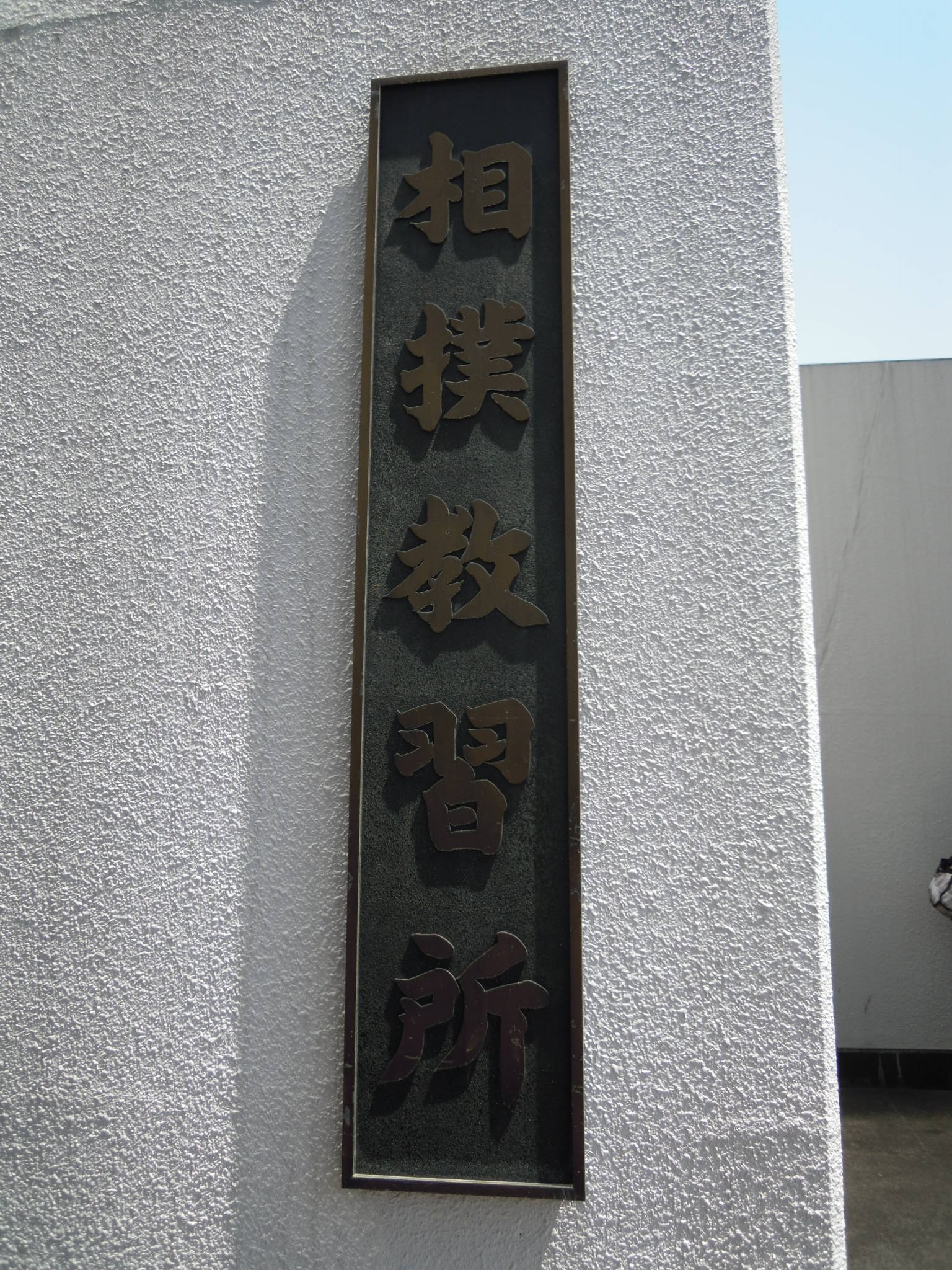
Insignia de la Escuela de Sumo en el Ryōgoku Kokugikan.

La Asociación Japonesa de Sumo es más que una organización deportiva. Su estatus de Fundación Incorporada también la convierte en una organización con propósitos culturales. Sin embargo, la compleja estructura de la asociación da a entender que esta cumple con la misión doble de ser una compañía envuelta en promover el deporte, en particular mediante la organización de los torneos y la venta de entradas, y también como una entidad cultural debido su vínculo histórico con el sintoísmo y su relación con la familia imperial. Además esta también funge como entidad educativa al ser responsable del entrenamiento básico de los aprendices recién entrados al mundo del sumo.
Para poder mantener y desarrollar las tradiciones del sumo, la asociación es mayormente responsable de llevar a cabo torneos competitivos (llamados honbasho) en los meses de enero, marzo, mayo, julio, septiembre y noviembre. La asociación también realiza giras regionales (llamadas jungyō). La Asociación Japonesa de Sumo organiza estos torneos cada año con diferentes propósitos para cada uno. Los torneos principales son televisados y ayudan a mantener el interés en el sumo como deporte al transmitir las competiciones. Por otro lado, los jungyō son importantes para mantener la popularidad de los luchadores, permitiéndole a sus admiradores conocerlos en persona mediante eventos directos.
La asociación es también responsable del reclutamiento, instrucción y entrenamiento de los luchadores, ya sea mediante los heya o la Escuela de Sumo. Aunque no todos los luchadores son asalariados (solo los luchadores con rango de sekitori), la asociación les provee a todos de una pequeña subvención para poder vivir. Dependiendo del rendimiento de los luchadores durante los torneos, la asociación también se encarga de clasificarlos mediante la elaboración del banzuke. Dado que los luchadores no son los únicos empleados dentro de la asociación, esta también supervisa el reclutamiento de los yobidashi, tokoyama y gyōji para así mantener las tradiciones del sumo. La asociación también es responsable de otras tareas no tradicionales, en particular las concernientes al mantenimiento de los negocios vinculados a la institución (como por ejemplo el departamento de ventas del Kokugikan, o el restaurante de brochetas yakitori).
Al cargar con la responsabilidad de mantener la larga historia del sumo como deporte, la asociación supervisa la preservación y utilización de los archivos del sumo. Esta también colecciona varios tipos de objetos vinculados a los luchadores (como por ejemplo los keshō-mawashi, tachi o cinturones tsuna) los cuales son almacenados y exhibidos en el Museo del Sumo.

## Departamentos

### Organización de la asociación
La asociación está compuesta por una serie de departamentos y comités en los cuales los oyakata están divididos una vez que estos empiezan su nueva carrera como maestros. Los departamentos de la asociación son los siguientes:
| Departamento                           | Rol | Notas |
| -------------------------------------- | --- | --- |
| Escuela de Sumo                        | Institución encargada de educar y entrenar a los nuevos aprendices de sumo durante un período de 6 meses (1 año en el caso de los extranjeros). | |
| Departamento de Promoción              | Departamento cuyo objetivo es promover las técnicas y tradiciones del sumo a través de entrenamientos, clases y la publicación de diversas obras. Aunque este considerado como un departamento, todos los toshiyori con un rango menor al de "miembro de comité" (iin) pertenecen a esta área. | |
| Comité de Orientación                  | Comité ético encargado de prevenir el surgimiento de polémicas por parte de la actitud de los luchadores. En adición a los directores, subdirectores, y ejecutivos especiales, todos los maestros de la asociación pertenecen a este grupo, y por ende, cada establo debe atenerse a las decisiones que hayan sido tomadas por el comité. También provee oportunidades laborales a luchadores de sumo retirados.                                                    | |
| Departamento de Cumplimiento           | Establecido en 2018 para "erradicar la violencia en el mundo del sumo" mediante la creación de un red de supervisión. Cada uno de los cinco ichimon (clanes) ha nombrado a un oyakata cuyo objetivo es hacerse cargo del cumplimiento de las normas. Si surge algún tipo de problema, el gabinete de directores es removido del caso y la información es traspasada al comité consultivo, el cual luego nombra a un comité de investigación compuesto por abogados. | |
| Departamento de Operaciones            | Departamento responsable de la implementación y operación de los honbasho en Tokio. | |
| Departamento de Jueces                 | Departamento de coordinación de los shimpan. Este se encarga de juzgar los resultados de los honbasho y de preparar los combates. | La cantidad de miembros esta limitado en 20. Ser nombrado a este comité es considerado algo prestigioso. |
| Departamento de Honbasho Regionales    | Departamento responsable de la implementación y operación de los torneos locales en Osaka, Nagoya y Fukuoka. | |
| Departamento de Jungyō                 | Departamento responsable de la implementación y operación de las giras locales. | |
| Departamento de Relaciones Públicas    | Departamento encargado de gestionar las relaciones públicas de la asociación tanto a nivel local como internacional. En adición, el departamento también se encarga de grabar y producir material audiovisual. | |
| Comité de Supervisión de Competiciones | Departamento cuyo propósito es prevenir, monitorear y castigar la utilización de técnicas mal intencionadas y el arreglo de combates durante los torneos. Los miembros son elegidos y nombrados por el gabinete de directores de la asociación. | |
| Comité de Administración de Museo      | Comité encargado de operar el Museo del Sumo, lo que implica mantener, almacenar y exhibir el material histórico relacionado al sumo. El Museo del Sumo también se hace cargo de la publicación de investigaciones. Los directores son nombrados por un período de tres años. La gran mayoría de ellos son antiguos yokozuna retirados de la asociación. Varios directores también participan en la administración del museo.                                       | |
| Clínica de la Asociación de Sumo       | La clínica provee mayormente de asistencia médica a los miembros de la asociación. Cuenta con departamentos de medicina interna, cirugía, ortopedia, y terapia física, y se encuentra ubicada en el Kokugikan. Los luchadores lesionados son tratados aquí después de sus combates. | |

### Órgano consultivo
Además de esta organización, la asociación cuenta con un órgano consultivo llamado el Consejo de Deliberación del Yokozuna.
| Departamento                         | Rol |
| ------------------------------------ | --- |
| Consejo de Deliberación del Yokozuna | Organización compuesta de expertos fuera de la asociación y cuyo propósito es recomendar a los rikishi más aptos para el rango máximo del sumo profesional, el yokozuna. |

## Elecciones
La posesión de un toshiyori kabu es esencial para el funcionamiento de los ancianos en la asociación, los cuales se reúnen en una asamblea llamada hyōgiin-kai (評議員会) para así votar a los individuos que formaran parte del gabinete de directores. Las elecciones son llevadas a cabo en años pares o cada dos años, usualmente en enero o febrero.
El proceso de elección están influenciado en gran medida por los reagrupamientos de establos en los cuales los entrenadores están distribuidos. Cada establo pertenece a un ichimon, o clan. Actualmente existen cinco ichimon, y cada uno porta el nombre de su establo líder: Dewanoumi, Isegahama, Nishonoseki, Takasago y Tokitzusake. Los ichimon fungen como agrupaciones cuasi políticas, con cada clan nominando a una cierto número de candidatos para las diez posiciones disponibles dentro del gabinete de directores en cada ciclo de elección. Cada voto realizado por lo general favorece a los intereses de un mismo ichimon, lo cual explica el hecho de que los clanes más grandes son los que ocupan con más frecuencia la presidencia de la asociación. No obstante, la popularidad del luchador retirado también juega un papel importante a la hora de la elección. Por ejemplo, el antiguo yokozuna Takanohana ganó cuatro elecciones consecutivas para convertirse en director antes de su degradación en 2018, muy a pesar de que este era el líder de un ichimon (actualmente extinto).
Los establos no están distribuidos equitativamente entre los ichimon. Para julio de 2024, Nishonoseki tienen la mayor cantidad de establos con 17 en total, sin embargo, Dewanoumi posee la mayor cantidad de oyakata (ancianos) afiliados, 37 en total.
Al igual que en la política; las intrigas, el subterfugio, las separaciones y las nuevas coaliciones son comunes dentro de las elecciones de la asociación. Los oyakata poseen muchas libertades y estos pueden decidir muchos asuntos por cuenta propia. De hecho, algunos ancianos cambian de establo, trasladan su establo a otro ichimon o deciden separarse de su clan. Por ejemplo, el establo Kokonoe fue fundado en 1967 después de que el yokozuna Chiyonoyama no pudiese asumir el control del establo Dewanoumi. Al ocurrir esto, Chiyonoyama decidió separarse del ichimon Dewanoumi y unirse al ichimon Takasago. También, en 2010, el establo Takanohana (administrado bajo una "posición vitalicia" por el yokozuna epónimo) se separó del ichimon Nishonoseki (junto al establo Ōnomatsu, el establo Ōtake y el establo Magaki) ya que este quería presentarse para las elecciones del gabinete de directores y su clan no se lo permitía. Takanohana se convirtió en el líder de su propio clan, el cual fue formalmente reconocido como ichimon en 2014 (denominado ichimon Takanohana). No obstante, el ichimon duró muy poco y este fue disuelto en 2018 tras el surgimiento del escándalo Takanoiwa. Hasta 2018, hubieron algunos establos no alineados, o coaliciones pequeñas de establos sin ichimon, sin embargo, en 2018 la asociación dictó que todos los establos debían pertenecer obligatoriamente a uno de los cinco ichimon existentes.

## Gabinete de la Asociación
El liderazgo de la Asociación Japonesa de Sumo está compuesto por un gabinete de directores, encargado de administrar las operaciones de los subdirectores, ejecutivos especiales, tres vicedirectores y un yakuin taigū iin (役員待遇委員, comité de tratamiento ejecutivo).
El gabinete de directores realiza elecciones para elegir al presidente de la asociación, llamado rijichō, de entre ellos mismos. Los directores que no han sido elegidos para el cargo de presidente, fungen como jefes de departamento. El rol de director de operaciones es considerado como la segunda posición más importante dentro de la asociación, al ser la mano de derecha del presidente. Cada miembro del gabinete ocupa su cargo durante un período de dos años.
Los directores, llamados riji, son elegidos mediante un voto anónimo realizado por cada uno de los ancianos reunidos en un asamblea llamada hyōgiin-kai (評議員会), y los candidatos son elegidos de entre los mismos toshiyori. Desde 1968, la cantidad de directores en el gabinete ha sido limitada a diez ancianos. Antes de 2014, cuatro luchadores de sumo activos fungían como representantes y los dos tate-gyōji tenían derecho a voto dentro del gabinete, no obstante, tras la transición del estatus legal de la asociación a una fundación incorporada de interés público, tanto los luchadores como los árbitros perdieron su derecho a voto.
Con el surgimiento de escándalos, varias reformas se han llevado a cabo para supervisar más eficientemente las decisiones del gabinete de directores, introduciendo dos entidades dentro de la administración de la asociación. En septiembre de 2008, tres directores externos fueron nombrados por el Ministerio de Educación tras fuertes insistencias. Uno de los tres, Murayama Hiroyoshi[ja], también ocupó la presidencia de manera interina durante el torneo de julio de 2010 mientras que el presidente electo, Musashigawa (ex Mienoumi), había sido suspendido.
Un comité consultivo fue introducido en 2014 para facilitar el diálogo entre el ministerio y la asociación. Este comité, llamado hyōgi-in (評議員), está compuesto de luchadores retirados de igual rango (y sin recontratación san'yo) elegidos dentro de la asociación e individuos nombrados por el ministerio. Sus rangos equivalen al de un director del gabinete de la asociación. Los ancianos en este comité no tienen permitido ejercer su rol de oyakata ya que la autoridad del comité les permite tener voto en cuanto al nombramiento o despido de los directores. Cada consejero ocupa su cargo durante cuatro años. Teniendo la tarea de "supervisar la ejecución de las obligaciones de los directores", los auditores pueden atender a las reuniones del gabinete de directores y la junta de administración, sin embargo, estos no tienen derecho a voto. Aquellos antiguos miembros electos que decidan regresar a la asociación después del término de su cargo en el hyōgi-in, lo pueden hacer sometiéndose primero a un auditoría realizada por un comité de revisión.
El actual gabinete de directores es el siguiente (para marzo de 2024):
| Posición                  | Posición                                      | Nombre               | Ichimon y ocupación |
| ------------------------- | --------------------------------------------- | -------------------- | --- |
| Presidente Rijichō 理事長 | Presidente Rijichō 理事長                     | Hakkaku Nobuyoshi    | Takasago |
| Directores Riji 理事      | Director de Operaciones                       | Kasugano Kiyotaka    | Dewanoumi |
| Directores Riji 理事      | Comité de Administración de Museo             | Kasugano Kiyotaka    | Dewanoumi |
| Directores Riji 理事      | Director de Jungyō                            | Sakaigawa Hideaki    | Dewanoumi |
| Directores Riji 理事      | Director de Basho Regional (Nagoya)           | Dewanoumi Akikazu    | Dewanoumi |
| Directores Riji 理事      | Director de la Escuela de Sumo                | Shibatayama Yasushi  | Nishonoseki |
| Directores Riji 理事      | Director de Basho Regional (Osaka)            | Isenoumi Hayato      | Tokitsukaze |
| Directores Riji 理事      | Director de Relaciones Públicas               | Sadogatake Mitsumune | Nishonoseki |
| Directores Riji 理事      | Responsable de Planeamiento General           | Sadogatake Mitsumune | Nishonoseki |
| Directores Riji 理事      | Comité de Administración de Museo             | Sadogatake Mitsumune | Nishonoseki |
| Directores Riji 理事      | Director de Gestión de Crisis                 | Katsunoura Toshirō   | Tokitsukaze |
| Directores Riji 理事      | Director de Departamento de Cumplimiento      | Katsunoura Toshirō   | Tokitsukaze |
| Directores Riji 理事      | Encargado de Inspeccionar a Nuevos Aprendices | Katsunoura Toshirō   | Tokitsukaze |
| Directores Riji 理事      | Comité de Administración de Museo             | Katsunoura Toshirō   | Tokitsukaze |
| Directores Riji 理事      | Presidente de Departamento de Jueces          | Takadagawa Katsumi   | Nishonoseki |
| Directores Riji 理事      | Director de Departamento de Promoción         | Takadagawa Katsumi   | Nishonoseki |
| Directores Riji 理事      | Director de Comité de Orientación             | Takadagawa Katsumi   | Nishonoseki |
| Directores Riji 理事      | Comité de Administración de Museo             | Takadagawa Katsumi   | Nishonoseki |
| Directores Riji 理事      | Encargado de Inspeccionar a Nuevos Aprendices | Takadagawa Katsumi   | Nishonoseki |
| Directores Riji 理事      | Director de Basho Regional (Fukuoka)          | Asakayama Hiroyuki   | Isegahama |
| Directores Riji 理事      | Directores externos Gaiburiji 外部理事        | Yamaguchi Toshikazu  | Presidente de la Oficina Principal del Yomiuri Shimbun en Tokio |
| Directores Riji 理事      | Directores externos Gaiburiji 外部理事        | Takano Toshio        | Abogado. Director del bufete de abogados Takano y antiguo Fiscal Superintendente de la Fiscalía Pública de Nagoya                                                                                |
| Directores Riji 理事      | Directores externos Gaiburiji 外部理事        | Imai Tamaki          | Director administrativo en NHK Enterprises Inc |
| Auditores Kanji 監事      | Auditores Kanji 監事                          | Kajiki Hisashi       | Fiscal público. Antiguo Fiscal Superintendente de la Fiscalía Pública de Takamatsu. Miembro de la Corte Suprema de Japón (Comité de Revisión de Apelaciones Administrativas de la Corte Suprema) |
| Auditores Kanji 監事      | Auditores Kanji 監事                          | Fukui Ryōji          | Antiguo viceministro (Ministerio de Asuntos Internos y Comunicaciones, MIC) |
| Auditores Kanji 監事      | Auditores Kanji 監事                          | Kozu Kanna           | Escritora. Primera mujer nombrada dentro del gabinete de directores de la Asociación Japonesa de Sumo.                                                                                           |

## Lista derijichō
| Foto                                                                                        | Nombre                                      | Período   | Notas | Notas |
| ------------------------------------------------------------------------------------------- | ------------------------------------------- | --------- | --- | --- |
|                                                                                             | Hirose Seitoku[ja] †                        | 1925–1928 | Teniente General encargado del presupuesto del Ejército de Japón. Primer presidente de la Asociación Japonesa de Sumo. Este fue cediendo el cargo gradualmente al General Ono, mientras aun permanecía como miembro del gabinete de directores, ocupando dicho cargo hasta su fallecimiento. Durante los últimos años de su mandato, este contribuyó a la resolución del Incidente Shunjuen. Tras su deceso, la asociación fue administrada por otros dos oficiales (Shizutaro Nishioka y Tetsuro Shirato), pero estos no aparecen listados como antiguos presidentes, solamente siendo mencionados como directores. | Teniente General encargado del presupuesto del Ejército de Japón. Primer presidente de la Asociación Japonesa de Sumo. Este fue cediendo el cargo gradualmente al General Ono, mientras aun permanecía como miembro del gabinete de directores, ocupando dicho cargo hasta su fallecimiento. Durante los últimos años de su mandato, este contribuyó a la resolución del Incidente Shunjuen. Tras su deceso, la asociación fue administrada por otros dos oficiales (Shizutaro Nishioka y Tetsuro Shirato), pero estos no aparecen listados como antiguos presidentes, solamente siendo mencionados como directores. |
|                                                                                             | Fukuda Masataro[ja] †Presidente interino    | 1928–1930 | Nombrado director de la asociación al mismo tiempo que Hirose Seitoku, ambos compartiendo las responsabilidades del cargo. Sin embargo, Hirose fue reconocido como el primer presidente de la asociación. Fukuda fue luego nombrado presidente de la asociación. | Patrocinadores de las artes marciales. No era poco común que una organización o una corporación tuviese de presidente a un oficial militar, político retirado o un burócrata de alto rango. Aunque estos oficiales lideraron la asociación, su posición como presidente es a menudo considerada como no oficial. |
|                                                                                             | Ono Minobu[ja] †Presidente interino         | 1930–1939 | Nombrado presidente de la asociación entre 1930 y 1939. Participó en la construcción del chikara-zuka, un memorial para los antiguos luchadores en el templo Ekō-in, y su firma colocada en la dedicatoria de la parte trasera del monumento. | Patrocinadores de las artes marciales. No era poco común que una organización o una corporación tuviese de presidente a un oficial militar, político retirado o un burócrata de alto rango. Aunque estos oficiales lideraron la asociación, su posición como presidente es a menudo considerada como no oficial. |
|                                                                                             | Isamu Takeshita †Presidente interino        | 1939–1945 | Nombrado presidente en mayo de 1939. Ocupó el cargo hasta noviembre de 1945. | Patrocinadores de las artes marciales. No era poco común que una organización o una corporación tuviese de presidente a un oficial militar, político retirado o un burócrata de alto rango. Aunque estos oficiales lideraron la asociación, su posición como presidente es a menudo considerada como no oficial. |
|                                                                                             | Fujishima Hidemitsu / Dewanoumi Hidemitsu † | 1945–1957 | Primer presidente proveniente de los rangos de luchadores. Fundó el Kuramae Kokugikan. Cambió su kabu en 1949 a mitad de su término. Intentó suicidarse mediante seppuku y gas en mayo de 1957 tras conflictos internos dentro de la asociación que desencadenaron una reacción de la Dieta Nacional. Recuperado, este se retiró de la presidencia pero permaneció como maestro de su establo. | Primer presidente proveniente de los rangos de luchadores. Fundó el Kuramae Kokugikan. Cambió su kabu en 1949 a mitad de su término. Intentó suicidarse mediante seppuku y gas en mayo de 1957 tras conflictos internos dentro de la asociación que desencadenaron una reacción de la Dieta Nacional. Recuperado, este se retiró de la presidencia pero permaneció como maestro de su establo. |
|                                                                                             | Tokitsukaze Sadaji †                        | 1957–1968 | Empezó una serie de importantes reformas. Permaneció a cargo de la asociación hasta su fallecimiento por hepatitis en 1968. | Empezó una serie de importantes reformas. Permaneció a cargo de la asociación hasta su fallecimiento por hepatitis en 1968. |
|                                                                                             | Musashigawa Yoshihide †                     | 1968–1974 | Llevo a cabo esfuerzos para modernizar el sumo. | Llevo a cabo esfuerzos para modernizar el sumo. |
|                                                                                             | Kasugano Kiyotaka †                         | 1974–1988 | Presidente con el mandato más largo en la historia de la asociación. Fundó el actual Ryōgoku Kokugikan. | Presidente con el mandato más largo en la historia de la asociación. Fundó el actual Ryōgoku Kokugikan. |
| [[File:Wakanohana I 1961 Scan10003.JPG\|180px\|alt={{{Alt\|{{{descripción}}}]]              | Futagoyama Kanji †                          | 1988–1992 | | |
| [[File:Sadanoyama Shinmatsu 1961 (01) Scan10011.JPG\|290px\|alt={{{Alt\|{{{descripción}}}]] | Dewanoumi Tomotaka / Sakaigawa Shō †        | 1992–1998 | Llevo a cabo esfuerzos para modernizar el sumo. Cambió su kabu en 1996 a mitad de su término. Renunció al cargo a mediados de su cuarto término en 1998 luego de que el gabinete de la asociación fuese controlado mayoritariamente por una facción rival. | Llevo a cabo esfuerzos para modernizar el sumo. Cambió su kabu en 1996 a mitad de su término. Renunció al cargo a mediados de su cuarto término en 1998 luego de que el gabinete de la asociación fuese controlado mayoritariamente por una facción rival. |
| [[File:Yutakayama katsuo-1963.jpg\|250px\|alt={{{Alt\|{{{descripción}}}]]                   | Tokitsukaze Katsuo                          | 1998–2002 | Antes de ser presidente de la asociación, fue electo como director a sus 32 años de edad (convirtiéndose en el director más joven en la Asociación Japonesa de Sumo). Primer ōzeki electo para el cargo. | Antes de ser presidente de la asociación, fue electo como director a sus 32 años de edad (convirtiéndose en el director más joven en la Asociación Japonesa de Sumo). Primer ōzeki electo para el cargo. |
|                                                                                             | Kitanoumi Toshimitsu †                      | 2002–2008 | Primer presidente de la asociación menor de 50 años de edad en medio siglo. Su primer término estuvo marcado por escándalos como el escándalo de novatadas de 2007 y el uso de cannabis por parte de ciertos luchadores. Renunció a su cargo en 2008. | Primer presidente de la asociación menor de 50 años de edad en medio siglo. Su primer término estuvo marcado por escándalos como el escándalo de novatadas de 2007 y el uso de cannabis por parte de ciertos luchadores. Renunció a su cargo en 2008. |
|                                                                                             | Musashigawa Akihide                         | 2008–2010 | Suspendido en 2010 tras una serie de escándalos que involucraban a luchadores con apuestas ilegales y vínculos con miembros del crimen organizado. Anunció su renuncia un mes después de su suspensión. | Suspendido en 2010 tras una serie de escándalos que involucraban a luchadores con apuestas ilegales y vínculos con miembros del crimen organizado. Anunció su renuncia un mes después de su suspensión. |
|                                                                                             | Murayama Hiroyoshi[ja]Presidente Interino   | 2010–2010 | Antiguo Fiscal en Jefe Público. Nombrado presidente de la Asociación Japonesa de Sumo tras un escándalo de apuestas de béisbol en 2010. Fue la primera vez en 66 años que una persona fuera de la asociación era nombrada presidente desde Takeshita Isamu. | Antiguo Fiscal en Jefe Público. Nombrado presidente de la Asociación Japonesa de Sumo tras un escándalo de apuestas de béisbol en 2010. Fue la primera vez en 66 años que una persona fuera de la asociación era nombrada presidente desde Takeshita Isamu. |
|                                                                                             | Hanaregoma Teruyuki †                       | 2010–2012 | Envuelto en un escándalo de arreglos de combates en 2011, este anunció una investigación independiente y atrajo críticas de parte de comentadores de sumo. Renunció a la presidencia en 2012 tras alcanzar la edad de retiro obligatoria a los 65 años de edad. | Envuelto en un escándalo de arreglos de combates en 2011, este anunció una investigación independiente y atrajo críticas de parte de comentadores de sumo. Renunció a la presidencia en 2012 tras alcanzar la edad de retiro obligatoria a los 65 años de edad. |
|                                                                                             | Kitanoumi Toshimitsu †                      | 2012–2015 | Se convirtió en la primera persona en ocupar la presidencia dos veces. Falleció en el cargo en 2015 debido a una hidronefrosis y anemia. | Se convirtió en la primera persona en ocupar la presidencia dos veces. Falleció en el cargo en 2015 debido a una hidronefrosis y anemia. |
|                                                                                             | Hakkaku NobuyoshiActualmente en el cargo    | 2015–     | Nombrado presidente en 2015 tras la muerte de Kitanoumi, actuando como interino hasta el final del término. Elegido oficialmente en 2016 después de derrotar a Takanohana en unas elecciones bastante reñidas. | Nombrado presidente en 2015 tras la muerte de Kitanoumi, actuando como interino hasta el final del término. Elegido oficialmente en 2016 después de derrotar a Takanohana en unas elecciones bastante reñidas. |

## Controversias
En la década entre 2007 y 2017, la asociación ha tenido que lidiar con numerosas controversias como por ejemplo el caso de una paliza en el Heya Tokitsukaze el cual término con la muerte de un discípulo (2007), la posesión y el uso de cannabis por parte de luchadores extranjeros (2008), apuestas de béisbol ilegales y arreglos de combates (2010), el incidente violento del yokozuna Harumafuji (2017) y la exclusión de las mujeres en el sumo profesional. A pesar de que la asociación siempre se ha beneficiado de la indulgencia a la hora de aplicar sus prácticas, la evolución de la sociedad japonesa y la creciente participación de los medios de comunicación a la hora de registrar los escándalos ha contribuido a que la institución haya tenido que establecer reformas en este mundo aun gobernado por reglas inmutables. 

### Vínculos con criminales
En 2010, la Asociación Japonesa de Sumo anunció su decisión de despedir al ōzeki Kotomitsuki y al maestro de establo Ōtake (ex Takatōriki) por haber estado involucrados en un anillo de apuestas de béisbol ilegal manejado por la yakuza. Al mismo tiempo, dos maestros de establo fueron degradados de sus rangos y se les prohibió a 18 luchadores participar en el torneo de julio de 2010. El presidente de la asociación en aquel entonces, Hanaregoma, declaró en agosto de 2010 que los "grupos violentos y fuerzas antisociales" tenían prohibido acceder a los torneos, establos de entrenamiento y otras instalaciones. La asociación emitió una declaración al respecto diciendo: "la Asociación Japonesa de Sumo esta al tanto de su responsabilidad social y declara que trabajará en la eliminación de cualquier fuerza antisocial como los grupos de crimen organizado". Desde entonces, los miembros del crimen organizado no tienen permitido acceder a ningún torneo de sumo (como por ejemplo los organizados en el Ryōgoku Kokugikan), establos, asociaciones de patrocinadores y celebraciones.

### Tratamiento desigual y acusaciones de racismo
Dado que la asociación tiene la misión de perpetuar las tradiciones del sumo, muchas de sus prácticas son consideradas a menudo como anticuadas. El tratamiento hacia los luchadores lesionados ha sido descrito como injusto. En tiempos recientes, los yokozuna Hakuhō y Kakuryū atrajeron críticas de parte del Consejo de Deliberación del Yokozuna debido a los extensos períodos de descanso que estos se tomaban para recuperarse de sus lesiones. Sin embargo, al mismo tiempo, el yokozuna japonés Kisenosato, el cual también estuvo lesionado, no recibió ninguna observación de parte del consejo, siendo más bien apoyado por el mismo. La diferencia en el tratamiento desencadenó duras críticas hacia este favoritismo entre los luchadores.
La desigualdad de tratamiento entre los luchadores también levantó sospechas de racismo dentro de la institución. La controversia surgió cuando The Nihon Keizai Shimbun reportó que el ōzeki samoano Konishiki dijo haber recibido discriminación racial al habérsele negado la promoción al rango más alto del sumo profesional, el yokozuna. Subsecuentemente, The New York Times citó a Konishiki diciendo: "Si yo fuera japonés, ya sería yokozuna". La Asociación Japonesa de Sumo demandó una disculpa. Konishiki dio una conferencia de prensa durante la cual se disculpó llorando mientras negaba haber dicho tales palabras.
Mas recientemente, durante el retiro del yokozuna Hakuhō, el "Panel de Expertos de Sucesión y Desarrollo del Gran Sumo" (dirigido por Yamauchi Masayuki, un miembro del Consejo de Deliberación del Yokozuna), al cual la Asociación Japonesa de Sumo consultó para saber como debía ser el sumo en esta nueva era, sorprendentemente propuso la idea de "abolir el sistema ichidai toshiyori kabu". La razón mencionada fue que "no existe ninguna disposición en los artículos de la asociación que sirva de base". La asociación enfrentó severas críticas, particularmente basadas en sospechas de racismo en instancias previas. Sin embargo, se asumió que la decisión fue tomada para prevenir el surgimiento de otra controversia como la de Takanohana al darle a un luchador mucho prestigio.

### Violencia y novatadas
En el mundo del sumo es bien conocido y aceptado que, durante muchos años, los establos han constantemente incurrido en un sistemático abuso de poder, castigando físicamente a los discípulos mas jóvenes con el objetivo de "endurecerlos" o imponer disciplina sobre ellos. Los maestros de establo, a menudo se han sentido orgullosos de mostrarle a los medios de comunicación la manera en la que estos ejercen su autoridad utilizando con frecuencia un shinai para golpear a aquellos reclutas que no sigan las reglas, y también permitiéndole a los luchadores más viejos y experimentados el imponer disciplina usando métodos de humillación o novatadas, como por ejemplo, hacer que los jóvenes sostengan objetos pesados durante largos períodos de tiempo. También, la estricta jerarquía del sumo donde los luchadores de más alto rango asumen la responsabilidad de entrenar a los de menor rango, a menudo a conllevado a incidentes violentos ya que el rango es símbolo de estatus.
Sin embargo, este sistema de enseñanza fue ampliamente criticado a finales de 2007 cuando un escándalo de novatadas surgió ante el ojo público, en donde un joven aprendiz de diecisiete años llamado Takashi Saito perteneciente al Heya Tokitsukaze falleció tras un incidente de abuso físico en donde el maestro de establo Jun'ichi Yamamoto lo golpeó en la cabeza con una gran botella de cerveza para luego ordenarle a sus demás rikishi que le propinasen una golpiza. El maestro de establo y otros tres luchadores que estuvieron involucrados directamente en la golpiza, fueron arrestados en febrero de 2008, tras lo cual luego el Primer Ministro de Japón Yasuo Fukuda le ordenó a la Asociación Japonesa de Sumo que tomase medidas para este tipo de incidentes no volviesen a ocurrir otra vez. En mayo de 2009, Yamamoto fue sentenciado a seis años de cárcel.
Varios incidentes de violencia también surgieron en 2017, cuando el periódico deportivo Sports Nippon reportó que el yokozuna Harumafuji había abusado físicamente de otro luchador (Takanoiwa) durante una gira regional de sumo en Tottori a finales de octubre. De acuerdo al artículo, Harumafuji supuestamente había estado bebiendo junto a otros luchadores (incluyendo Hakuhō, Kakuryū y Terunofuji) y regañó a Takanoiwa porque este estaba mirando su teléfono celular. Harumafuji lo golpeó en la cabeza con una botella de cerveza y lo apuñeteó entre veinte y treinta veces. Luego, al haber sido cuestionado por el panel de manejo de crisis de la Asociación Japonesa de Sumo, Harumafuji admitió haber abusado físicamente de Takanoiwa.
El 25 de octubre de 2018, la asociación emitió una declaración en la cual introducía a expertos externos en entrenamiento, procedimientos de operación y otras medidas para prevenir nuevos casos de violencia. Sin embargo, esto no detuvo los escándalos, y, el 26 de diciembre de 2022, el maestro de establo Isegahama anunció su renuncia como director después de que se descubriera que dos luchadores jóvenes en su establo actuaron violentamente contra los nuevos reclutas, golpeándoles con vigas de madera y quemándoles vertiendo agua caliente del chankonabe en sus espaldas. En mayo de 2023, el luchador de más alto rango en el Heya Michinoku, Kirinofuji, abusó físicamente de otro luchador joven, Yasunishi, ocasionando que este último se contactara con la prensa para revelar el asunto. El maestro de establo Michinoku fue acusado de encubrir estos hechos de violencia permitiendo que el luchador agresor quedase impune y dejándole retirarse con dignidad permaneciendo aún dentro de su establo. Hanakago, director del Departamento de Cumplimiento, también fue criticado por no haber castigado al agresor, a pesar de haber sido informado tarde y por la víctima.
En marzo de 2023, un exluchador de bajo rango el cual perteneció al Heya Sadogatake, Daisuke Yanagihara, demandó a la Asociación Japonesa de Sumo y a su ex-maestro de establo Sadogatake (ex-Kotonowaka) acusándolos de haberlo obligado a renunciar del sumo. Yanagihara afirmó que sus derechos humanos fueron violados y que, durante la pandemia de COVID-19 cuando la asociación instauró los protocolos de sanidad, Sadogatake le negó su petición de retirarse del torneo de enero de 2021 por temor a contraer el virus tras una cirugía cardíaca. Dentro de la demanda, Yanagihara también alegó que varios luchadores de bajo rango en su antiguo establo sufrieron maltratos, como haber ingerido carne expirada en las comidas que les servían. Para julio de 2023, la Asociación Japonesa de Sumo no ha hecho ningún comentario con respecto a las acusaciones.

## Imagen

### Logotipo

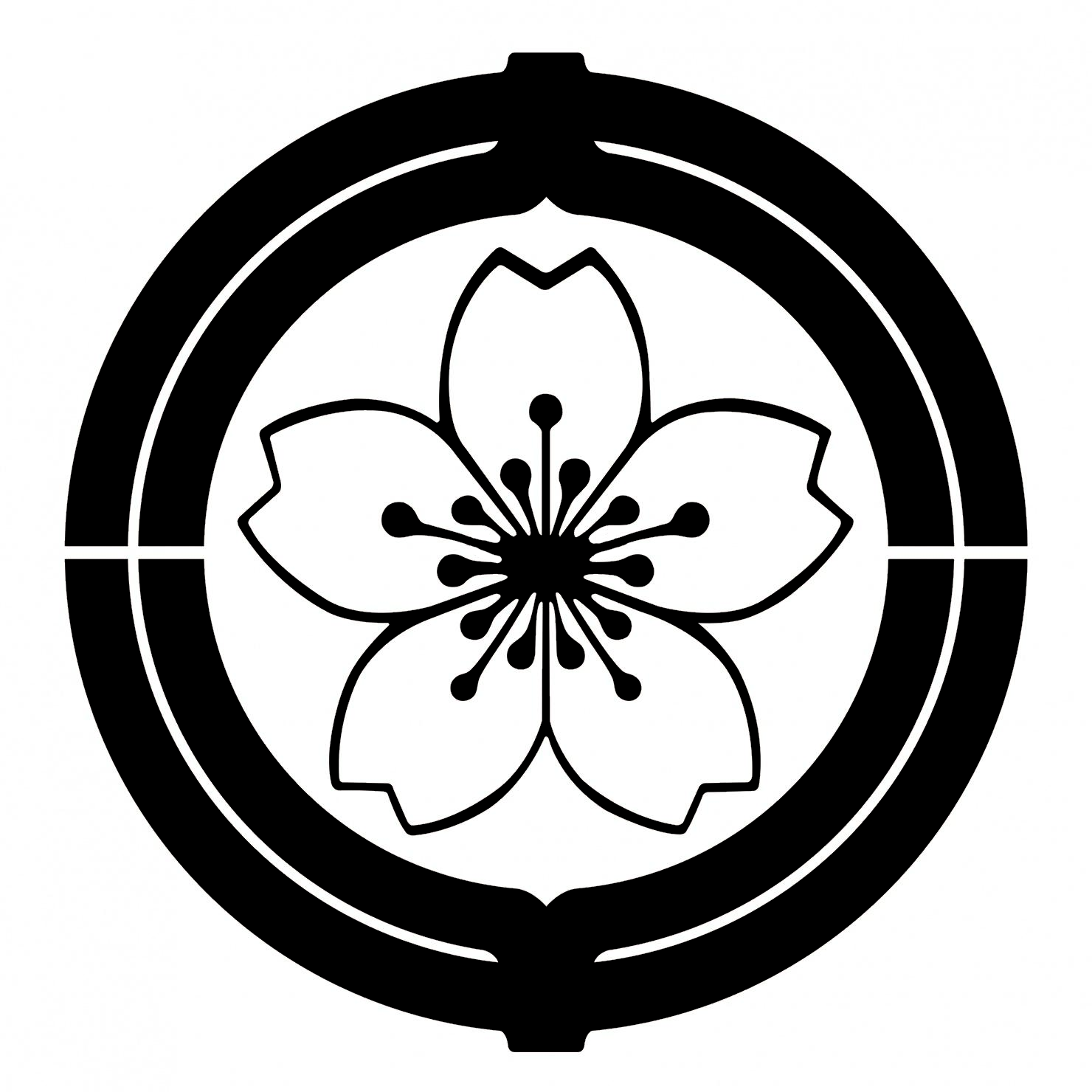
Logotipo de la Asociación Japonesa de Sumo con forma de flor de cerezo.

Al igual que otras instituciones, la Asociación Japonesa de Sumo posee un mon. El diseño está basado en la flor del cerezo (sakura), símbolo nacional de Japón. Al rededor de la flor se encuentran dos caracteres estilizados cuyo significado es "grande" (大), extraído de los kanji del nombre del sumo profesional: ōzumo (大相撲). El logotipo fue creado en 1909 para la inauguración del primer Ryōgoku Kokugikan.
El símbolo puede observarse en varios lugares cuando la asociación lleva a cabo sus celebraciones. Puede ser visto mayormente en las cortinas del tsuriyane (el techo suspendido encima del dohyō), llamados mizuhiki (水引). El luchador que realiza el yumitori-shiki (ceremonia de giro del arco) también utiliza un keshō-mawashi decorado con este emblema.

### Incremento de popularidad del sumo
A principio de la década de 2020, el sumo profesional experimentó un incremento en su popularidad, ayudado principalmente, de acuerdo con Nishiiwa (ex Wakanosato), por el período de dominancia del yokozuna Hakuhō, el aumento en la visibilidad por parte de admiradores extranjeros y las su-jo (スー女), admiradoras femeninas comúnmente conocidas como oshikatsu (推し活), las cuales muestran su pasión por el sumo y los luchadores a través de las redes sociales. Tras un período turbulento lleno de escándalos, la asociación se ha comprometido firmemente en restaurar la imagen pública de la institución mediante la implementación de varias medidas. Estas incluyen fortalecer la presencia de la JSA a través de las redes sociales y el desarrollo de mercadotecnia. Para desarrollar su imagen ante el mercado internacional, la asociación también se comprometió a traducir todas sus publicaciones en inglés. Finalmente, la JSA creó un club de fans oficial para así desarrollar su plataforma de admiradores, ofreciéndoles a los miembros acceso anticipado a entradas para torneos e invitándolos a varios festivales y celebraciones realizados en el Kokugikan.

### Ukiyo-e
En 1985, la Asociación Japonesa de Sumo estableció un alianza con el artista de nishiki-e Kinoshita Daimon[ja] con la esperanza de revivir antiguos trabajos artísticos de ukiyo-e. Este último colaboró en la elaboración del ebanzuke oficial y sus retratos de luchadores son vendidos en el Ryōgoku Kokugikan.

### Mascotas
En agosto de 2009, la Asociación Japonesa de Sumo reveló un grupo de mascotas oficiales bajo el título Hakkiyoi! Sekitori-kun (ハッキヨイ！せきトリくん). Estos están diseñado para atraer la atención de los niños hacia el deporte. Los personajes son pollos (鶏, lo cual puede ser leído como とり, tori en japonés) luchadores ya que los pollos son considerados como de buena suerte en el sumo. Un pollo camina en dos patas, no cuatro; similarmente, un luchador de sumo pierde un combate cuando este toca el suelo con sus manos o alguna otra parte de su cuerpo. Todos los personajes compiten en el sumo y estos orbitan al rededor del protagonista principal Hiyonoyama (ひよの山), nombre que hace referencia a hiyo (ぴよ) o polluelo, y su rival Akawashi (赤鷲). El desarrollo de las mascotas incluyó la publicación de un manga y la instalación de dispensadores de calcomanías en el Kokugikan. También se crearon muñecos para popularizar a las mascotas.

## Presencia en línea

### Canales de YouTube
La Asociación Japonesa de Sumo hizo pública la creación de su primer canal de YouTube en noviembre de 2018, con todo el contenido publicado en japonés. El canal ofrece videos alegres y humorísticos, como competiciones de golf entre los ex yokozuna Hakuhō, Kisenosato y Kakuryū o recetas de chankonabe con kits de preparación sencillos incluyendo a luchadores de bajo rango. También provee de contenido mas serio, con acceso a las ceremonias realizadas en el Kokugikan, como por ejemplo la consagración del dohyō antes de cada torneo o los danpatsu-shiki (ceremonias de corte de pelo). La asociación también publica material audiovisual de antiguos torneos a través de su canal de YouTube.
En agosto de 2022, la asociación creó un canal YouTube en inglés llamado Sumo Prime Time con la esperanza de atraer a una mayor audiencia extranjera hacia el deporte. Este nuevo canal, presentado por el comentarista de sumo de NHK Hiroshi Morita, provee de explicaciones y conceptos básicos acerca del sumo como por ejemplo las rutinas de entrenamiento de los rikishi y las técnicas kimarite. También cuenta con entrevistas exclusivas de oyakata y rikishi, generalmente el ganador del torneo previo. El canal tiene un tono alegre en general.

### Aplicación para teléfonos inteligentes
En 2019, la asociación lanzó su primera aplicación móvil oficial, llamada "Ōzumō", en colaboración con Dwango. La aplicación transmite combates de luchadores sekitori y cuenta con comentarios de celebridades. Las visibilidad cambia dependiendo si el usuario es un miembro pago (contenido ilimitado) o de acceso gratis (limitado a un combate por día). Las clasificaciones y los resultados de los torneos también están disponibles en la aplicación.

### Citas
1. 1 2 3  «第 153 回常設展示 「国技・相撲」-近代以降の事件と名力士-». National Diet Library (en japonés). Consultado el 5 de mayo de 2024.
2. 1 2  «相撲協会、記念ロゴ発表 25年で財団法人設立100周年». Sankei Sports. 26 de septiembre de 2024. Consultado el 26 de septiembre de 2024.
3. 1 2  «日本相撲協会 去年の決算 4年ぶりの黒字 入場制限の撤廃で» (en japonés). NHK. 25 de marzo de 2024. Consultado el 30 de marzo de 2024.
4. ↑  «収入源や組織構成…相撲協会はどんな団体？» (en japonés). Nippon Television. 29 de noviembre de 2017. Consultado el 16 de agosto de 2024.
5. ↑  Buckingham, 1994, p. 181.
6. ↑  "Kyokai Information  (enlace roto disponible en este archivo).." Japan Sumo Association. Consultado el 6 de febrero de 2011. "〒130-0015 東京都墨田区横網1-3-28 財団法人日本相撲協会."
7. 1 2 3 4  West, 1997, p. 165.
8. 1 2 3 4  West, 1997, p. 166.
9. 1 2 3 4 5 6  «もう許されない相撲協会"理事鎖国"». Sports Nippon (en japonés). 9 de febrero de 2008. Consultado el 13 de junio de 2024.
10. 1 2  Kakuma, 1993, p. 14.
11. 1 2  Cuyler, 1979, p. 52.
12. ↑  «The emergence of kanjin-zumō tournaments (Ōzumō)». Biblioteca Metropolitana de Tokio (en inglés). Consultado el 15 de noviembre de 2022.
13. ↑  Cuyler, 1979, p. 57.
14. ↑  Kakuma, 1993, p. 16.
15. ↑  Cuyler, 1979, pp. 57-58.
16. ↑  Cuyler, 1979, p. 58.
17. ↑  Cuyler, 1979, pp. 58-59.
18. 1 2  Cuyler, 1979, p. 59.
19. ↑  Cuyler, 1979, p. 60.
20. 1 2  Cuyler, 1979, p. 61.
21. ↑  Cuyler, 1979, p. 63.
22. ↑  Cuyler, 1979, p. 64.
23. 1 2  Hall, 1997, p. 12.
24. ↑  Cuyler, 1979, pp. 95-96.
25. 1 2 3 4 5  Cuyler, 1979, p. 96.
26. 1 2  Cuyler, 1979, p. 76.
27. 1 2  Cuyler, 1979, p. 97.
28. ↑  Cuyler, 1979, pp. 75-76.
29. ↑  «相撲文化「南部」が築く - 奈良女子大の木梨講師調査 盛岡藩が中央に先立ち 興行や式法を整備». Komonjokan (en japonés). Consultado el 15 de noviembre de 2022.
30. ↑  «過去の展示 - 大阪と相撲». Museo del Sumo (en japonés). Asociación Japonesa de Sumo. Consultado el 15 de noviembre de 2022.
31. ↑  «｢廣角組｣の優勝者». Review of the highest scorers in ancient and modern wrestling (en japonés). Consultado el 16 de noviembre de 2022.
32. ↑  Hall, 1997, p. 13.
33. ↑  Cuyler, 1979, p. 98.
34. ↑  Kakuma, 1993, p. 17.
35. ↑  Cuyler, 1979, p. 100.
36. 1 2  Hall, 1997, p. 14.
37. 1 2  Hideki Osako. «日本相撲協会». Chiezo dictionary (en japonés). Asahi Shimbun Publishing Co., Ltd. Consultado el 5 de mayo de 2024 – vía Kotobank.
38. 1 2  Newton y Toff, 2000, p. 36.
39. 1 2 3 4  Kakuma, 1993, p. 29.
40. ↑  Cuyler, 1979, p. 108.
41. ↑  Newton y Toff, 2000, p. 57.
42. ↑  Cuyler, 1979, p. 110.
43. ↑  Newton y Toff, 2000, p. 37.
44. ↑  Kenrick, 1969, p. 30.
45. 1 2 3  Hall, 1997, p. 15.
46. 1 2 3 4 5 6 7  Cuyler, 1979, p. 111.
47. ↑  Singleton, James (12 de enero de 2018). «How the Media Shaped Sumō's Modern Traditions». Nippon.com (en inglés). Consultado el 16 de agosto de 2024.
48. 1 2 3  West, 1997, p. 167.
49. 1 2 3  Buckingham, 1994, p. 52.
50. ↑  «日本相撲協会». Shogakukan (en japonés). Consultado el 31 de marzo de 2024 – vía Kotobank.
51. ↑  «協会のあゆみ». Asociación Japonesa de Sumo (en japonés). Consultado el 31 de marzo de 2024.
52. ↑  «大日本相撲協会». World Encyclopedia (old edition) (en japonés). Heibonsha Co., Ltd. Consultado el 31 de marzo de 2024 – vía Kotobank.
53. ↑  Newton y Toff, 2000, p. 58.
54. 1 2  «東京朝日新聞» [Tokyo Asahi Shimbun]. Asahi Shimbun (en japonés) (8 de enero de 1928): 7.
55. ↑  Cuyler, 1979, pp. 111-112.
56. ↑  Cuyler, 1979, p. 112.
57. ↑  Cuyler, 1979, pp. 112-113.
58. 1 2  Newton y Toff, 2000, p. 59.
59. ↑  «マゲを切って料亭に立てこもる力士32人……90年前の大相撲を騒がせた「春秋園事件」とは？». Bunshun weekly (en japonés). Consultado el 15 de noviembre de 2022.
60. 1 2  Newton y Toff, 2000, p. 61.
61. ↑  Newton y Toff, 2000, p. 62.
62. 1 2  Gunning, John (5 de septiembre de 2018). «Sumo's Yokozuna Deliberation Council plays important role in overseeing sport». The Japan Times. Archivado desde el original el 7 de septiembre de 2018. Consultado el 15 de mayo de 2024. (requiere suscripción).
63. 1 2 3 4 5 6 7 8  Cuyler, 1979, p. 123.
64. 1 2  Tetsuji Wakabayashi (11 de abril de 2024). «親方と力士のホンネ「蘇る角言」-「財団法人の責務を果たすことが第一の相撲協会のなす仕事」70年前の国会で第10代佐渡ケ嶽親方が激しく批判». Nikkan Gendai (en japonés). Consultado el 13 de junio de 2024.
65. ↑  Wakabayashi Tetsuji (11 de abril de 2024). «「財団法人の責務を果たすことが第一の相撲協会のなす仕事」70年前の国会で第10代佐渡ケ嶽親方が激しく批判【親方と力士のホンネ「蘇る角言」】».  En Livedoor, ed. Jiji Press (en japonés). Consultado el 5 de mayo de 2024.
66. ↑  Newton y Toff, 2000, pp. 63-64.
67. ↑  Buckingham, 1994, p. 53.
68. 1 2  Cuyler, 1979, p. 128.
69. ↑  Cuyler, 1979, pp. 128-129.
70. 1 2 3 4  Cuyler, 1979, p. 129.
71. ↑  West, 1997, pp. 195-196.
72. 1 2  Schilling, 1994, p. 38.
73. 1 2 3  Delfs, Robert (21 de mayo de 1992). «Weighty Problem». Far Eastern Economic Review: 17–18.
74. ↑  Sanger, David (24 de abril de 1992). «American Sumo Star Denies Accusing the Japanese of Racism». The New York Times (en inglés). Archivado desde el original el 26 de mayo de 2015. Consultado el 10 de agosto de 2016.
75. ↑  Schilling, 1994, p. 115.
76. ↑  «Sumo head resigns over drugs row». BBC News (en inglés). 8 de septiembre de 2008. Consultado el 19 de mayo de 2024.
77. ↑  «理事長独自人脈で63年ぶり外部役員登用». Nikkan Sports (en japonés). 1 de octubre de 2008. Consultado el 19 de mayo de 2024.
78. 1 2 3  «日本相撲協会の外部理事に村山・元東京高検検事長ら». Asahi Shimbun (en japonés). 30 de septiembre de 2008. Consultado el 19 de mayo de 2024.
79. ↑  «外部から理事＆監事に相撲協会規定改正». Nikkan Sports (en japonés). 16 de septiembre de 2008. Consultado el 19 de mayo de 2024.
80. 1 2 3  «大相撲、賭博問題 -「琴光喜が賭博」週刊誌報道». Jiji Press (en japonés). 6 de julio de 2010. Consultado el 13 de junio de 2024.
81. 1 2 3 4  «協会解散、国技館没収？「公益法人」剥奪も…». Sports Nippon (en japonés). 4 de febrero de 2011. Consultado el 13 de junio de 2024.
82. ↑  «「相撲協会なくせ」苦情、抗議電話が殺到». Nikkan Sports (en japonés). 18 de junio de 2010. Consultado el 13 de junio de 2024.
83. ↑  «やくみつる氏外れ、新メンバーで相撲協会特別委が再開». Sports Nippon (en japonés). 23 de abril de 2010. Consultado el 13 de junio de 2024.
84. ↑  «大麻問題に野球賭博、「不祥事の嵐」の中で相撲協会トップに…元横綱三重ノ海の「相撲と故郷」». Yomiuri Shimbun (en japonés). 12 de diciembre de 2023. Consultado el 13 de junio de 2024.
85. 1 2 3  «Hanaregoma determined to overcome crisis / JSA decision to cancel Osaka basho had backing of entire board, but will probe find any answers?». Yomiuri Shimbun (en inglés). 8 de febrero de 2011. Archivado desde el original el 11 de febrero de 2011.
86. ↑  «Sumo commentator calls on JSA chairman to retract claims of 'no bout fixing in past'». Mainichi Daily News. 9 de marzo de 2011. Archivado desde el original el 11 de marzo de 2011.
87. ↑  «相撲協会の放駒理事長が退任会見／「道筋付けられた」». Shikoku Shimbun (en japonés). 27 de enero de 2012. Consultado el 13 de junio de 2024.
88. ↑  «Kitanoumi returns as JSA chairman». The Japan Times (en inglés). 31 de enero de 2012. Archivado desde el original el 22 de marzo de 2012.
89. ↑  «拝啓 放駒元理事長 大相撲復活の礎はあなたが作った――。». Number (en japonés). 20 de octubre de 2015. Consultado el 13 de junio de 2024.
90. ↑  «相撲協会の公益財団法人移行、8月上旬までに申請». The Nikkei (en japonés). 24 de abril de 2013. Consultado el 15 de noviembre de 2022. (requiere suscripción).
91. 1 2 3 4 5  «相撲協会が公益法人申請 理事長「第一歩」来年のスタート目指す». Sports Nippon (en japonés). 14 de septiembre de 2013. Consultado el 13 de junio de 2024.
92. ↑  «新相撲協会スタート 北の湖理事長「公益法人の責務果たす」». Sports Nippon (en japonés). 30 de enero de 2014. Archivado desde el original el 28 de agosto de 2017. Consultado el 24 de agosto de 2024.
93. ↑  «新相撲協会スタート 北の湖理事長「公益法人の責務果たす」». Sports Nippon (en japonés). 30 de enero de 2014. Archivado desde el original el 18 de febrero de 2014. Consultado el 16 de mayo de 2024.
94. ↑  «北の湖理事長 写真特集». Jiji Press (en japonés). 22 de diciembre de 2015. Consultado el 8 de agosto de 2024.
95. ↑  «相撲協会新理事長に八角親方「土俵の充実は絶対」». The Nikkei. 19 de diciembre de 2015. Consultado el 8 de agosto de 2024. (requiere suscripción).
96. 1 2  «相撲協会理事候補選～土俵外の激闘 ～ 写真特集». Jiji Press (en japonés). 28 de marzo de 2016. Consultado el 8 de agosto de 2024.
97. ↑  «Grand champ Harumafuji questioned by sumo panel, admits assault». Kyodo News. 19 de noviembre de 2017. Consultado el 8 de agosto de 2024.
98. 1 2 3  «相撲協会の対応は､なぜこうも非常識なのか 協会に不足しているのは｢共感する能力｣だ». Toyo Keizai (en japonés). 8 de diciembre de 2017. Consultado el 8 de agosto de 2024.
99. ↑  «Japanese women ordered from sumo ring during first aid». BBC (en inglés). 5 de abril de 2018. Consultado el 8 de agosto de 2024.
100. ↑  «相撲協会の不適切だったに野田聖子氏「その通りだ」». Nikkan Sports (en japonés). 6 de abril de 2018. Consultado el 8 de agosto de 2024.
101. ↑  «Sumo tourney to be held without spectators». NHK World (en inglés). 1 de marzo de 2020. Consultado el 8 de agosto de 2024.
102. ↑  «Sumo: March tournament to be held behind closed doors due to virus». Kyodo News (en inglés). 1 de marzo de 2020. Consultado el 8 de agosto de 2024.
103. ↑  «Sumo grand tournament in May canceled due to virus». Kyodo News (en inglés). 4 de mayo de 2020. Archivado desde el original el 24 de septiembre de 2024. Consultado el 24 de septiembre de 2024.
104. ↑  «相撲協会、過去最大50億円赤字 「3年で資産半分」？». Asahi Shimbun (en japonés). 29 de marzo de 2021. Consultado el 8 de agosto de 2024.
105. ↑  «日本相撲協会が日本プロスポーツ協会から脱退 理事会で決定». Daily Sports (en japonés). 6 de marzo de 2020. Consultado el 24 de agosto de 2024.
106. ↑  «日本相撲協会が墨田区と包括連携協定 自治体と結ぶのは初「活性化につなげたい」八角理事長». Nikkan Sports (en japonés). 23 de agosto de 2022. Consultado el 24 de agosto de 2024.
107. 1 2  «日本相撲協会が労基署から是正勧告 異例の事態に専門家「社会の一員である自覚が欠けていた」». Nikkan Sports (en japonés). 27 de diciembre de 2023. Consultado el 8 de agosto de 2024.
108. 1 2  Gunning, John (16 de julio de 2025). «JSA’s 100th anniversary event is a once-in-a-lifetime chance for sumo fans». The Japan Times (en inglés). Archivado desde el original el 16 de julio de 2025. Consultado el 19 de julio de 2025. (requiere suscripción).
109. ↑  «Different Legal Status of Nonprofit Organizations in Japan». Japan NPO Center (en inglés). Consultado el 9 de noviembre de 2022.
110. ↑  Sankei Digital, ed. (25 de marzo de 2024). «日本相撲協会、４年ぶりに３・４億円の黒字 コロナ禍の制限解除で巡業が復活 宮田哲次主事「相撲協会も税金は払っています」». Zakzak (en japonés). Consultado el 5 de junio de 2024.
111. ↑  «Act on Authorization of Public Interest Incorporated Associations and Public Interest Incorporated Foundations (Act No. 49 of 2006)» (en inglés). 2006. Consultado el 9 de noviembre de 2022.
112. ↑  West, 1997, p. 168.
113. 1 2 3 4  West, 1997, p. 175.
114. 1 2  Buckingham, 1994, p. 148.
115. 1 2  Buckingham, 1994, p. 89.
116. 1 2 3  Kitade Koichi (6 de julio de 2021). «特集 - 大相撲の力士をやめたらどうなるの？». NHK (en japonés). Consultado el 16 de diciembre de 2023.
117. ↑  Buckingham, 1994, p. 66.
118. ↑  West, 1997, p. 180.
119. ↑  West, 1997, pp. 180-181.
120. 1 2 3 4  West, 1997, p. 181.
121. ↑  West, 1997, pp. 185-186.
122. ↑  «公益法人制度改革の一様相 ― 日本相撲協会定款を題材として». Cámara de Consejeros (Dieta Nacional de Japón) (en japonés). Consultado el 13 de noviembre de 2022.
123. 1 2 3 4  «スポーツ探Q せめぐ改革と伝統 相撲協会の公益法人案、私の見方». The Nikkei (en japonés). 27 de agosto de 2013. Consultado el 21 de agosto de 2024.
124. ↑  «親方株の売買、認められる？ 法律の専門家の腹案とは……». Asahi Shimbun (en japonés). 13 de junio de 2023. Consultado el 22 de agosto de 2024. (requiere suscripción).
125. ↑  Buckingham, 1994, pp. 89-90.
126. 1 2 3  Hall, 1997, p. 95.
127. ↑  «Injured Takanohana retires from sumo». The Japan Times (en inglés). 21 de enero de 2003. Archivado desde el original el 14 de septiembre de 2012. Consultado el 30 de marzo de 2024.
128. 1 2 3  «白鵬が目安クリアの一代年寄、第三者委が問題視». Asahi Shimbun (en japonés). 19 de abril de 2021. Consultado el 22 de agosto de 2024.
129. ↑  «一代年寄の栄誉、辞退した千代の富士 北の富士さんが明かす舞台裏». Asahi Shimbun (en japonés). 26 de noviembre de 2022. Consultado el 21 de agosto de 2024. (requiere suscripción).
130. ↑  Yoshiaki Shichino (3 de octubre de 2021). «FOCUS: Sumo fights hard to muzzle era-defining former yokozuna Hakuhō». Kyodo News (en inglés). Consultado el 6 de septiembre de 2022.
131. ↑  West, 1997, pp. 182-183.
132. ↑  Buckingham, 1994, p. 149.
133. ↑  Newton y Toff, 2000, p. 112.
134. ↑  Gunning, John (18 de septiembre de 2018). «Sumo 101: Heya (Stables)». The Japan Times (en inglés). Archivado desde el original el 7 de enero de 2019. Consultado el 22 de agosto de 2024. (requiere suscripción).
135. ↑  Newton y Toff, 2000, p. 110.
136. ↑  «元横綱佐田の山 - 写真特集». Jiji Press (en japonés). Consultado el 23 de agosto de 2024.
137. 1 2  West, 1997, pp. 189-192.
138. ↑  West, 1997, p. 182.
139. 1 2 3  Hall, 1997, p. 96.
140. ↑  West, 1997, pp. 165-166.
141. ↑  Newton y Toff, 2000, p. 116.
142. ↑  Newton y Toff, 2000, p. 129.
143. 1 2 3 4  «協会の使命・組織». Asociación Japonesa de Sumo (en japonés). Consultado el 30 de marzo de 2024.
144. ↑  Cuyler, 1979, p. 157.
145. ↑  Cuyler, 1979, p. 143.
146. ↑  «親方ら９人で組織 暴力根絶へコンプラ委員会設置». Nikkan Sports (en japonés). 19 de diciembre de 2018. Consultado el 12 de febrero de 2023.
147. ↑  «元大関豪栄道の武隈親方が新審判「力士の人生が懸かっているので、気を引き締めて」». Nikkan Sports (en japonés). 27 de marzo de 2024. Consultado el 30 de marzo de 2024.
148. 1 2 3 4  Gunning, John (21 de julio de 2019). «Sumo 101: JSA chairman». The Japan Times (en inglés). Archivado desde el original el 22 de julio de 2019. Consultado el 3 de mayo de 2024. (requiere suscripción).
149. 1 2  Gunning, John (12 de mayo de 2019). «Sumo 101: Ichimon». The Japan Times (en inglés). Archivado desde el original el 21 de octubre de 2022. Consultado el 14 de febrero de 2024. (requiere suscripción).
150. ↑  «Sumo elder Takanohana fails to regain director seat on JSA board». The Japan Times (en inglés). 2 de febrero de 2018. Archivado desde el original el 2 de febrero de 2018. Consultado el 28 de octubre de 2022.
151. ↑  «List of elder stocks by occupation and attachment to sumo stables and clans». Sumo Reference. Consultado el 1 de abril de 2024.
152. ↑  «貴乃花グループ「一門」へ"昇格"». Nikkan Sports (en japonés). 24 de mayo de 2014. Consultado el 12 de marzo de 2015.
153. ↑  «日本相撲界再起波瀾 貴乃花親方申請退職». The Nikkei (en japonés). 26 de septiembre de 2018. Consultado el 23 de agosto de 2024.
154. ↑  «出羽海一門が元貴乃花一門の立浪親方の加入承認へ». Nikkan Sports (en japonés). 18 de septiembre de 2018. Archivado desde el original el 19 de septiembre de 2018.
155. 1 2  «なぜ陸奥親方が事業部長、九重親方が役員待遇?! 日本相撲協会の親方職務を読み解く». Nikkan Sports (en japonés). 6 de abril de 2022. Consultado el 20 de agosto de 2024.
156. ↑  Buckingham, 1994, p. 10.
157. 1 2  «役員改選は３期連続無投票 日本相撲協会». Sankei Shimbun (en japonés). 26 de enero de 2024. Consultado el 24 de agosto de 2024.
158. ↑  «春日野親方が協会ＮＯ２の事業部長に 新任理事の浅香山親方は九州場所担当部長…新職務分掌発表». Sports Hochi (en japonés). 27 de marzo de 2024. Consultado el 30 de marzo de 2024.
159. ↑  Buckingham, 1994, p. 4.
160. ↑  «相撲協会、外部役員は「議決権なし」 文科省容認せず». Asahi Shimbun (en japonés). 20 de julio de 2008. Consultado el 24 de agosto de 2024.
161. ↑  «EDITORIAL - Sumo punishment meted out». The Japan Times (en inglés). 7 de julio de 2010. Archivado desde el original el 18 de octubre de 2012. Consultado el 14 de febrero de 2024. (requiere suscripción).
162. 1 2  «職務分掌 - 理事長および理事». Asociación Japonesa de Sumo (en japonés). Consultado el 28 de marzo de 2024.
163. 1 2 3  «廣瀬正徳 - 明治・大正・昭和期の陸軍軍人(主計中将)、相撲協会初代理事長». Cementerio de Tama (en japonés). Consultado el 3 de mayo de 2024.
164. ↑  «「杉山茂丸伝記抄 - 大相撲近代化事始め». Museo Kichian (en japonés). Consultado el 4 de mayo de 2024.
165. ↑  «福田 雅太郎». Newly revised Encyclopedia of Politicians, Meiji-Showa (en japonés). Nichigai Associates. 2003. Consultado el 3 de mayo de 2024 – vía Kotobank.
166. ↑  «尾野実信 - 明治・大正・昭和期の陸軍軍人(大将)». Cementerio de Tama (en japonés). Consultado el 3 de mayo de 2024.
167. ↑  Atsuo Tsubota. «回向院 (東京都墨田区)～初回訪問：平成９年１月10日～» [Ekō-in (Sumida, Tokio) - Primera visita: 10 de enero de 1997] (en japonés). Consultado el 3 de mayo de 2024.
168. ↑  «竹下 勇». Encyclopedia of 20th Century Japanese (en japonés). Nichigai Associates. 2004. Consultado el 3 de mayo de 2024 – vía Kotobank.
169. ↑  «The Japan Times and Mail (Page 3)». The Japan Times (en japonés). 4 de mayo de 1939. Archivado desde el original el 7 de enero de 2009. Consultado el 3 de mayo de 2024.
170. ↑  «Nippon Times, Wednesday (Page 3)». The Japan Times (en japonés). 28 de noviembre de 1945. Archivado desde el original el 9 de enero de 2009. Consultado el 3 de mayo de 2024.
171. ↑  Cuyler, 1979, p. 162.
172. ↑  «Top sumo wrestler fired over illegal gambling». BBC (en inglés). 4 de julio de 2010. Consultado el 31 de agosto de 2010.
173. ↑  Fackler, Martin (5 de julio de 2010). «Sumo's Ties to Japan Underworld Go Beyond Limits». The New York Times (en inglés). Consultado el 6 de julio de 2010.
174. ↑  Dickie, Mure (30 de agosto de 2010). «Sumo vows to cut ties with yakuza». Financial Times (en inglés). Consultado el 6 de diciembre de 2017.
175. 1 2  «社会的責任 - 暴力団等排除宣言». Asociación Japonesa de Sumo (en japonés). Consultado el 23 de noviembre de 2022.
176. ↑  «大相撲・横綱審議委員こそ制度改革が必要、ファンの怒りを買った「時代遅れな発言」». Japan Prime (en japonés). 2 de octubre de 2020. Consultado el 24 de noviembre de 2022.
177. ↑  «Sumo Star Charges Racism in Japan». The New York Times (en inglés). 22 de abril de 1992. Consultado el 24 de noviembre de 2022.
178. 1 2  «白鵬に立ちはだかる「一代年寄」廃止論 落としどころは». Asahi Shimbun (en japonés). 20 de mayo de 2021. Consultado el 24 de noviembre de 2022.
179. ↑  «Sumo fights hard to muzzle era-defining former yokozuna Hakuho». Kyodo News (en inglés). 3 de octubre de 2021. Consultado el 24 de noviembre de 2022.
180. ↑  Buckingham, 1994, p. 41.
181. ↑  Jackson, Steve (8 de febrero de 2008). «Japan PM angry over Sumo death». BBC (en inglés). Consultado el 8 de febrero de 2008.
182. ↑  «Sumo trainer jailed over killing». BBC News (en inglés). 29 de mayo de 2009. Consultado el 1 de junio de 2009.
183. ↑  «Police probing Harumafuji's alleged assault on fellow sumo wrestler». Mainichi Shimbun (en inglés). 15 de noviembre de 2017. Archivado desde el original el 15 de noviembre de 2017. Consultado el 15 de noviembre de 2017.
184. ↑  «Drunken brawl shines light on sumo's hidden underbelly». The Japan Times (en inglés). 15 de noviembre de 2017. Consultado el 15 de noviembre de 2017.
185. ↑  «Harumafuji to be referred to prosecutors for assault». Kyodo News (en inglés). 21 de noviembre de 2017. Consultado el 22 de noviembre de 2017.
186. ↑  «社会的責任 - 暴力決別宣言». Asociación Japonesa de Sumo (en japonés). Consultado el 23 de noviembre de 2022.
187. ↑  «伊勢ケ浜親方が理事辞任 幕下以下力士２人が弟弟子に熱湯かけるなどの暴力». Nikkan Sports (en japonés). 26 de diciembre de 2022. Consultado el 26 de diciembre de 2022.
188. ↑  «陸奥部屋で暴力行為「協会には言っています。何も隠していません」と親方 加害者は引退». Nikkan Sports (en japonés). 9 de mayo de 2023. Consultado el 11 de mayo de 2023.
189. ↑  «Former Wrestler Sues Japan Sumo Body For Alleged Mistreatment». Agence France-Presse (en inglés). 31 de julio de 2023. Consultado el 31 de julio de 2023.
190. ↑  Buckingham, 1994, p. 8.
191. ↑  Sasaki Ichiro [@Ichiro_SUMO] (4 de septiembre de 2015). «日本相撲協会のエンブレムはこれ。正しくは相撲協会徽章（きしょう）。輪郭は土俵ではなく大相撲の「大」を型どったもので、中には桜の花。明治42年６月に国技館が開館した時から使用された。デザインした当時のアートディレクターは不明。» (tuit) (en japonés). Consultado el 24 de enero de 2023 – vía X/Twitter.
192. ↑  «大相撲で使われる「紋」についてのお話». Revista Spaia Sports (en japonés). 8 de mayo de 2017. Consultado el 11 de noviembre de 2022.
193. ↑  Newton y Toff, 2000, p. 18.
194. ↑  Hall, 1997, p. 79.
195. 1 2  «Xフォロワー40万人以上！相撲協会の広報・西岩親方に聞く、いま大相撲が多様なファン層に愛される理由». Parasapo (en japonés). 19 de julio de 2022. Consultado el 24 de agosto de 2024.
196. ↑  «Sumo inspires artists to express the spirit of Japan». Nikkei Asia (en inglés). 13 de marzo de 2019. Consultado el 18 de noviembre de 2022.
197. ↑  «Kinoshita Daimon art website» (en japonés). 8 de mayo de 2017. Consultado el 16 de noviembre de 2022.
198. ↑  «Independent Lens - Sumo East and West». PBS (en japonés). Archivado desde el original el 8 de noviembre de 2020. Consultado el 15 de febrero de 2012.
199. ↑  «ゆるキャラ界に期待の新弟子 相撲協会が「ひよの山」». Asahi Shimbun (en japonés). 31 de agosto de 2009. Archivado desde el original el 3 de septiembre de 2009. Consultado el 4 de agosto de 2022.
200. ↑  «初公式キャラ「せきトリくん」ヨロシクね♪». Sports Nippon (en japonés). 1 de septiembre de 2009. Consultado el 24 de agosto de 2024.
201. ↑  «相撲協会、キャラクター発表／「ハッキヨイ！ せきトリくん」». The Shikoku Shimbun (en japonés). 31 de agosto de 2009. Consultado el 24 de agosto de 2024.
202. ↑  «Sumo: JSA targets overseas audience with English YouTube channel». Kyodo News (en inglés). 2 de agosto de 2022. Consultado el 4 de agosto de 2022.
203. ↑  Gunning, John (10 de agosto de 2022). «JSA taps veteran presenter for new English-language YouTube channel». The Japan Times (en inglés). Archivado desde el original el 2 de junio de 2023. Consultado el 2 de marzo de 2023. (requiere suscripción).
204. ↑  «日本相撲協会公式スマートフォンアプリ「大相撲」幕内に加えて、ついに幕下上位5番を含む十両の取組も配信開始». Dwango (en japonés). 11 de noviembre de 2019. Consultado el 24 de agosto de 2024.